# الإسلام ومعاداة اليهود
يعود جذور كل من اليهودية والإسلام على حد سواء إلى إبراهيم، ولذلك يعتبرون من ضمن الديانات الإبراهيمية. ويُعتبر اليهود في الفقه الإسلامي من أهل الذمة حيث يقعون في الأراضي المسلمة تحت الحماية ومسؤولية الدولة كباقي المواطنين ويعدون من المعاهدين إذ يقول النبي محمد «من قتل معاهدا لم يرح رائحة الجنة، وإن ريحها لتوجد من مسيرة أربعين عاما» فيما ورد في القرآن: ﴿لَتَجِدَنَّ أَشَدَّ النَّاسِ عَدَاوَةً لِلَّذِينَ آمَنُوا الْيَهُودَ وَالَّذِينَ أَشْرَكُوا وَلَتَجِدَنَّ أَقْرَبَهُمْ مَوَدَّةً لِلَّذِينَ آمَنُوا الَّذِينَ قَالُوا إِنَّا نَصَارَى ذَلِكَ بِأَنَّ مِنْهُمْ قِسِّيسِينَ وَرُهْبَانًا وَأَنَّهُمْ لَا يَسْتَكْبِرُونَ ۝٨٢﴾، إلا أن الإسلام قد أمر المسلمين بحسن معاملة أهل الكتاب سواء كانوا يهود أم مسيحيين، ما داموا غير محاربين. والآية آنفة الذكر لها سياق تاريخي محدد ودلالتها مقيدة.
تفاعل أتباع الديانتين اليهودية والإسلامية مع بعضهم البعض عبر التاريخ بدءاً منذ القرن السابع عندما ظهر الإسلام وانتشر في شبه الجزيرة العربية. وبالفعل، أصبح اليهود القاطنين تحت سيطرة الحكام المسلمين في وضع أهل الذمة. وسُمح لليهود بممارسة دياناتهم الخاصة وإدارة شؤونهم الداخلية، لكنهم خضعوا لقيود معينة لم تُفرض على المسلمين. ويشير مارك كوهين أن الشعب اليهودي عاش في ظل الحكم الإسلامي التسامح والتكامل.:55 ويشير مارك كوهين إلى الفترة الزمنية «للعصر الذهبي» لليهود في الأندلس، مع توافر المزيد من الفرص لهم. وفي سياق الحياة اليومية، يقول عبد الفتاح عاشور، الأستاذ في تاريخ العصور الوسطى في جامعة القاهرة، إن الشعب اليهودي وجد العزاء تحت الحكم الإسلامي خلال العصور الوسطى.:56 لم يكن وضع اليهود في البلدان المسلمة خالٍ تمامًا من الاضطهاد فعلى سبيل المثال، قُتل الكثيرون أو نُفيوا أو تم تحويلهم بالقوة إلى الإسلام في القرن الثاني عشر في بلاد فارس، وارتكبت بحق اليهود عدداً من المذابح، بعضها في الأندلس في قرطبة وغرناطة في القرن الثاني عشر خلال حكم الموحدون، وفي فاس من قبل المغراويون، كما وتم هدم لمعابدهم ودور عبادتهم في مصر وسوريا والعراق واليمن، وأجبر بعض اليهود على اعتناق الإسلام قسراً في بعض مناطق اليمن من قبل الأئمة الزيديين اليمنيين في القرن السابع عشر، وفي بلاد فارس والمغرب، وفي بغداد في القرن الثاني عشر والثامن عشر الميلاديين، بالمقابل عاش اليهود بفترات أزدهار وتعايش مشترك في مراحل أخرى من التاريخ الإسلامي مثل العصر الذهبي ليهود الأندلس إبَّان فترات من العصور الوسطى والذي استمر حتى بدأت الخلافة الإسلامية في قرطبة بالانهيار، وبعدها ضعفت حماية السكان عامة واليهود خاصةً وتجزأت الخلافة الدولة الأموية إلى دويلات عديدة وكثرت الخلافات بينها. واضطر العديد من العلماء اليهود إلى الهجرة من شبه الجزيرة الأيبيرية، عقب معاناتهم من حكم المرابطين الذين أجبروهم على اعتناق الإسلام أو الموت، ونزح الكثير من اليهود إلى مناطق إسلامية أكثر تسامحاً أو هربوا إلى الممالك المسيحية، من أمثال ابن ميمون الذي ولد في قرطبة واستقر به الأمر في مصر. وقام العديد منهم بالمشاركة بترجمة الكتب العربية إلى اللاتينية في مدرسة طليطلة. ويجادل عدد من المؤرخين بأن معاداة السامية في الإسلام ما قبل العصور الحديثة كانت نادرة، ولم تظهر حتى العصر الحديث. وفقاً لبرنارد لويس نادراً ما واجه اليهود في ظل الحكم الإسلامي الشهادة أو النفي، أو الإجبار على ترك ديارهم، وكانوا يتمتعون بحرية كاملة في اختيار مكان إقامتهم ومهنتهم. لكن، اختلفت حريتهم الدينية وحالتهم الاقتصادية من وقت لآخر ومن مكان إلى آخر.
منذ أربعينيات القرن العشرين، هاجرت الأغلبية العظمى من اليهود من الدول العربية والإسلامية، واختار معظمهم العيش في إسرائيل. تضمنت أسباب النزوح عوامل متنوعة: عوامل دفع مثل الاضطهاد خاصةً بسبب الصراع العربي الإسرائيلي وعدم الاستقرار السياسي، والفقر، بالإضافة إلى عوامل الجذب، مثل الرغبة في تحقيق هدف الصهيونية أو إيجاد وضع اقتصادي أفضل وآمن في أوروبا أو الأمريكتين، وتشجيع الوكلاء الصهاينة لهم للهجرة. ولقد تم تسييس تاريخ الهجرة الجماعية، نظراً لأهميتها المقترحة للسرد التاريخي للصراع العربي الإسرائيلي. عند استعراض أسباب الهجرة، فإن أولئك الذين ينظرون إلى الهجرة اليهودية على أنها مشابهة للنزوح الفلسطيني عام 1948 يقومون بالتأكيد على أهمية عوامل الدفع، ويعتبرون أولئك اليهود الذين هاجروا لاجئين، بينما أولئك الذين يعارضون ذلك الرأي، يؤكدون على أهمية عوامل الجذب ويعتبرون هجرة اليهود تمت برغبتهم، على العكس من هجرة الفلسطينيين اللاجئين.
أصبحت مؤخرا المواضيع المعادية للسامية بما في ذلك إنكار الهولوكوست شائعة في دعاية بعض الحركات الإسلامية مثل حزب الله وحماس وحركة الجهاد الإسلامي في فلسطين والإخوان المسلمون، وفي تصريحات وكالات مختلفة من جمهورية إيران الإسلامية، وفي الصحف وغيرها من المطبوعات لحزب الرفاه، وفقا لبرنارد لويس. بالمقابل يشير باحثين ومفكرين مسلمين «إن الصراع الحالي مع اليهود صراع على الأرض وليس من أجل يهوديتهم»، وأن الصهيونية إستغلت فكرة اللاسامية لتحقيق أهدافها في إنشاء دولة إسرائيل في فلسطين التاريخية، ومع الوقت تحولت “اللاسامية” كلياً إلى “اللاصهيونية” فأصبحت معاداة الصهيونية، أو استنكار العدوان الإسرائيلي على الشعب الفلسطيني والأمة العربية، أو الوقوف إلى جانب الحق العربي في فلسطين، معاداة للسامية.

## وجهات النظر حول الموضوع
- يخالف كل من كلود كاهن[26] وشلومو دوف[27] فكرة وجود معاداة السامية تاريخيا في بلاد المسلمين، وكتبوا أن التمييز الذي تعرض له بعض من غير المسلمين كان ذا طبيعة عامة ولا يستهدف اليهود.[28] هؤلاء العلماء كتبوا أن معاداة السامية في العصر الذهبي للإسلام كانت محلية في بعض المناطق فقط ومتفرقة، ولم تكن عامة أو مستوطنة.
- برنارد لويس[29] يكتب أنه في حين كان للمسلمين تصورات نمطية سلبية متعلقة باليهود خلال معظم التاريخ الإسلامي، إلا أن هذه الصور النمطية مختلفة عن معاداة السامية الأوروبية لأنه على عكس المسيحيين، لم ينظر المسلمون إلى اليهود باعتبارهم مصدر للخوف، وإنما السخرية. ويرى لويس أن المسلمين لا ينسبون «الشر الكوني» إلى اليهود.[30] وفقا للويس، لم تظهر أي حركات يمكن وصفها -وفقا للوصف الأوروبي- أنها معادية للسامية بين المسلمين إلا منذ أواخر القرن التاسع عشر.[31]
- فريدريك إم شويتزر ومارفن بيري يران أن هناك في الغالب إشارات سلبية عن اليهود في القرآن والحديث، وأن الدول الإسلامية عاملت اليهود بطرق سيئة. اليهود (والنصارى) كانوا قد صنفوا كأهل الذمة. يقول الباحثان أنه في أغلب أوقات التاريخ عامل المسيحيون اليهود بطريقة أسوأ، قائلين أن اليهود في الأراضي المسيحية تعرضوا إلى اضطهاد ومذابح أسوأ مما تعرضوا له تحت الحكم الإسلامي.[32]
- وفقا لوالتر لاكير، التفسيرات المتباينة للقرآن هامة لفهم مواقف المسلمين. العديد من الآيات القرآنية تدعو للتسامح تجاه اليهود؛ وهناك آيات أخرى تحمل تصريحات معادية لهم (تشبه تصريحات معادية ضد أولئك الذين لم يقبلوا الإسلام بشكل عام). محمد تفاعل مع اليهود الذين كانوا يعيشون في الجزيرة العربية: وعظهم أملا في تحويلهم للإسلام، وحارب بعضهم وقتل العديد من اليهود، وكون صداقات مع بعضهم.[33]
- بالنسبة لمارتن كرامر، فكرة أن معاداة السامية مؤخراً من قبل المسلمين هي ذات أصل إسلامي «تلمس بعض الحقائق، إلا أنها تتجاهل العديد من الحقائق أيضاً». كرامر يعتقد أن معاداة السامية المعاصرة ترجع جزئياً إلى السياسات الإسرائيلية، والتي سببت للمسلمين شعورا عميقا بالظلم والخسارة. وبالإضافة لذلك، ينسب كرامر الأسباب الرئيسية لمعاداة السامية بين المسلمين إلى الأيديولوجيات الأوروبية الحديثة التي نقلت العدوى إلى العالم الإسلامي.[34]
- يشكك الأكاديمي وبرفيسور الدراسات التنموية والعلاقات الدولية جلبير الأشقر بفكرة تساوي كراهية اليهود ومعاداة السامية في أوروبا سواء أكانت من أقصى اليمين أم اليسار مع «كراهية اليهود التي يشعر بها العرب الغاضبون من احتلال و/أو تدمير الأراضي العربية ومن طرد/سلب أو إخضاع الجماعات السكانية التي تحيا على هذه الأراضي، ومن جرائم الحرب التي ترتكبها القوات المسلّحة لدولة تعلن أنها «دولة اليهود».»[35]
- وفقاً لبيتر فين أستاذ تاريخ الشرق الأوسط الحديث في جامعة ماريلاند، في الإسلام لا يوجد عداء تقليدي للسامية، يقوم على أسس دينية أو عنصرية، رغم انتشاره اليوم في المجتمعات والدول الإسلامية، ويشير أنه على الرغم من انتشار الأحكام المسبقة المعادية للسامية بين بعض المسلمين لكن يتوجب تصنيفها سياسياً واجتماعياً وليس دينياً. ويشير فين أنه بدون الإخضاع الكولونيالي للعرب في القرن التاسع عشر والقرن العشرين، ما كان بالإمكان تصور انتشار الأفكار المعادية للسامية حتى في دول إسلامية أخرى.[36]
- وفقاً للسياسي جورج غالوي «ما من تاريخ للمذابح أو لمُعاداة السامية في العالمين العربي والإسلامي، على الأقل حتّى ظهور الصهيونية كإيديولوجية سياسية».[37]

### وجهات نظر باحثين مسلمين
- يقول يوسف القرضاوي: «إن الصراع بيننا وبين اليهود صراع على الأرض وليس من أجل يهوديتهم، فهم أهل كتاب إجمالاً».[38] حيث يتشارك المسلمين واليهود في إيمانهم بنبوة موسى وغيره ممن وردوا في التوراة، وبحادثة خروج بني إسرائيل من مصر وشق البحر الأحمر، وكذلك في قدسيّة بعض الأماكن مثل مدينة القدس والحرم الإبراهيمي وحائط البراق الذي تُسميه اليهود «حائط المبكى».
- وفقاً لهادي شلوف وهو رئيس الجمعية الأوروبية العربية للمحامين والقانونيين بباريس وعضو المحكمة الجنائية الدولية لاهاي، هناك خلطاً في العالم غربي، في تحديد مصطلح السامية وربطه بالقاعدة القانونية التي استحدثت في القانون الجنائي لكل البلاد الغربية، وهو معاداة السامية والضرر الذي لحق ببعض العرب من هذا الإجراء القانوني، وأيضاً كان له الأثر السلبي حتى على الصراع العربي الإسرائيلي، حيث يوهم المصطلح على أن العرب ليسوا ساميين. ويشير شلوف أنه قبل الحرب العالمية الثانية كان العداء لليهود متفشياً بين الشعوب الأوروبية، في حين كان العرب والمسلمون كانوا أول من دافع عن اليهود في إسبانيا ضد الفيزقوا.[39]
- وفقاً للموسوعة الفلسطينية استغلت الصهيونية فكرة اللاسامية لتحقيق أهدافها في إنشاء دولة إسرائيل في فلسطين التاريخية، ومع الوقت تحولت “اللاسامية” كلياً إلى “اللاصهيونية” فأصبحت معاداة الصهيونية، أو استنكار العدوان الإسرائيلي على الشعب الفلسطيني والأمة العربية، أو الوقوف إلى جانب الحق العربي في فلسطين، معاداة للسامية. وتشير الموسوعة الفلسطينية أن الساميون هم نسل سام من العرب واليهود وغيرهم، وبحسب الموسوعة تعمدت «الصهيونية اطلاق السامي على اليهودي وأصرت على اطلاق مصطلح معاداة السامية على كل الحركات والأفعال المناوئة لليهود في أوروبا، وفي كل أنحاء العالم فيما بعد، تجنباً منها لاستعمال مصطلح معاداة اليهود بسبب ما اكتسبه لفظ اليهودي من ظلال قبيحة في أذهان الشعوب الأوروبية عبر التاريخ».[25]
- وفقاً للمفكر عبد الوهاب المسيري استغلت الصهونية اللاسامية وجندت لها العديد من الكتاب والمفكرين الغربيين المتعاطفين معهاً، واستفادت الحركة الصهيونية "من طروحات وكتابات وافكار رواد الصهيونية الاوائل مما يشير إلى الدور الكبير الذي لعبته هذه الحركة ومفكروها في خلق ظاهرة اللاسامية واستغلالها في ارهاب الرأي العام العالمي لتحقيق اغراض لا تمت إلى عداء السامية بصلة"، وبحسب "، عبد الوهاب المسيري لم تعرف "الأقطار العربية تعرف اللاسامية بمعنى كراهية اليهود كعنصر إلى هذا اليوم، وانما شملها مفهوم اللاسامية بعد ان أصبح يعني اللاصهيونية، فالعرب لا ينكرون انهم ضد الصهيونية، فاذا كانت اللاسامية تعني اللاصهيونية فهم بهذا المعنى لاساميين".[40]
- يقول إبراهيم الحاردلو في كتابه الصهيونية ومعاداة السامية: «ليس لفظ يهودي في العالم العربي من الظلال مايتمتع به في الغرب الاوربي، فإن العرب بعد قيام الدولة الصهيونية استعملوا لفظ إسرائيل لأنه اخزى وانكى في نظرهم من لفظ يهودي.. ذلك لأن لفظ إسرائيل يمثل لكل عربي الإستيطان الإستعماري والغزو الإجنبي وطرد وتشريد معظم شعب فلسطين من ديارهم».[41]

## النبي محمد واليهود

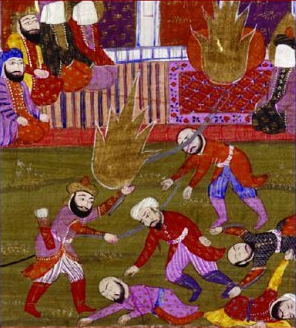
رسم فارسي يصور ذبح بنو قريظة.

لقد أبرم النبي محمد العهود مع اليهود في المدينة، واعتبرهم جزءًا من الأمة الإسلامية، وحارب الكثير من اليهود جنبًا إلى جنب ضد البيزنطيين والفرنجة، وقد أقصى النبي اليهود من شبه الجزيرة العربية لأنهم واثقوه وعاهدوه ثم خانوا العهود وتحالفوا مع أعدائه القرشيين. ومن المعروف أن النبي محمد كان لديه زوجة يهودية، وهي صفية بنت حيي بن أخطب، والتي اعتنقت الإسلام بعد زواجها من النبي محمد عقب غزوة خيبر حيث عرض عليها النبي الإسلام فأسلمت، فأعتقها النبي وتزوجها بعدما جُعِلت من السبايا حين قتل جيش المسلمون زوجها كنانة بن أبي الحقيق، و«جعل عتقها صداقها». وترتبط قصة صفية بغزوة خيبر التي دارت رحاها بعد عشرين يوماً من صلح الحديبية، حيث وفقاً للأحاديث النبوية، فتح النبي محمد والجيش المسلم المدينة وتم سبي النساء والأطفال فيما بعد كأسرى حرب. وكانت صفية زوجة كنانة بن الربيع، قد تم اختيارها من قبل النبي محمد كعروس. ووفقاً لمصادر إسلامية، بدأ اليهود في المدينة المنورة بتطوير علاقات ودية مع أعداء النبي محمد في مكة للإطاحة به، على الرغم من أنهم وافقوا على معاهدة صحيفة المدينة والتي تنص على الوقوف إلى جانبه وأتباعه ضد أعدائهم. وتم طرد اثنين من القبائل اليهودية وتم القضاء على الثالثة. وتم طرد بنو قينقاع الذين انحازوا إلى الخزرج. بعد مخالفتهم لبنود عهد الصلح بينهم وبين المسلمين. وتم طرد بنو نظير بعد أن حاولوا اغتيال محمد. وشنَّ النبي محمد غزوة بني قريظة بعد معركة غزوة الخندق حيث حاولت قبيلة بني قريظة اليهودية التحالف مع أعداء المسلمين من قبيلة قريش، وانتهت هذه الغزوة باستسلام بنو قريظة بشرط التحكيم فحكم عليهم سعد بن معاذ الذي طلب بنو قريظة من النبي محمد أن يحكمه فيهم لأنه كان حليفاً لهم في الجاهلية فحكم فيهم بقتل الرجال وسبي النساء وتقسيم أموالهم وأراضيهم على المسلمين.

ويرى صامويل روزنبلات أن هذه الأحداث لم تكن جزءًا من سياسات موجهة ضد اليهود فقط، وكان النبي محمد أكثر قسوة مع أقاربه الوثنيين العرب. بالإضافة إلى ذلك، كان يُنظر إلى صراع النبي محمد مع اليهود كأهمية ثانوية. ووفقًا لما قاله برنارد لويس، فمنذ حلّ نزاع اليهودية والإسلام وانتهى خلال حياة محمد بنصر المسلمين، لم يشعل أي نزاع ديني مسلم معاداة السامية. هناك أيضًا اختلاف بين الإنكار اليهودي لرسائل مسيحية ومسلمة، حيث أن النبي محمد لم يزعم أنه المسيح أو ابن الله، على الرغم من أنه يشار إليه باسم «رسول الله». كما إن سبب وفاة النبي محمد أمر مثير للجدل، على الرغم من أن الأحاديث تميل إلى الإيحاء بأنه ربما يكون قد استسلم في نهاية المطاف إلى السم بعد أن تم تسميمه في خيبر بواسطة أحد الأرامل اليهود الذين بقوا على قيد الحياة. وفقاُ لروزنبلات، فإن نزاعات النبي محمد مع القبائل اليهودية المجاورة له لم تترك أي أثر واضح على خلفائه المباشرين (المعروفين باسم الخلفاء). اعتمد الخلفاء الأوائل عمومًا على علاجهم على الآيات القرآنية التي تشجع على التسامح. واعتبر المعلقون الكلاسيكيون صراع النبي محمد مع اليهود كحلقة صغيرة في حياته، على الرغم من أن التركيز على الحدث قد تحول في العصر الحديث.

## قبل العصور الحديثة
يجادل كل من جيرومان شانس، وبينسون، وروزنبلات، ومارك كوهين، وونورمان ستيلمان، وأوري أفنيري وبرنارد لويس بأن معاداة السامية في الإسلام ما قبل العصور الحديثة كانت نادرة، ولم تظهر حتى العصر الحديث. ويجادل برنارد لويس بأنه هناك علامات صغيرة على أي عداء عاطفي عميق الجذور موجه ضد اليهود، أو أي مجموعة أخرى، والتي يمكن وصفها بأنها معاداة السامية. ومع ذلك، كانت هناك مواقف سلبية بشكل واضح، والتي كانت في جزء منها مشاعر «طبيعية» لمجموعة مهيمنة تجاه مجموعات خاضعة. وبشكل أكثر تحديداً، كان «الازدراء الموجه لليهود يتألف من ازدراء المسلمين للكفار بشكل عام».

### الأدب
وفقاً برنارد لويس، فإن السمة البارزة للرؤية الإسلامية الكلاسيكية لليهود هي في عدم أهميتها. اتجهت الكتابات الإسلامية والفلسفية والأدبية إلى تجاهل اليهود وركزت أكثر على المسيحية. على الرغم من أن اليهود لم يحصلوا على الكثير من الثناء أو حتى الاحترام، وأُلقي عليهم باللائمة في بعض الأحيان على العديد من الأخطاء، لكن لم تكن هناك مخاوف من مؤامرة وهيمنة يهودية، ولا أي اتهامات بالشر الشيطاني أو اتهامات بتسميم الآبار أو نشر الطاعون أو حتى اتهامهم الانخراط في فرية الدم حتى تعرف العثمانيون على هذا المفهوم من السكان اليونانيين الخاضعين لهم في القرن الخامس عشر.
كتب بولاكوف أن الأمثلة المختلفة في الأدب الإسلامي في العصور الوسطى تصور اليهودية على أنها «ذروة مثالية للإيمان»، وأن إسرائيل مقصودة بهذه الفضيلة. ويقتبس قصصا من كتاب ألف ليلة وليلة والتي تصور اليهود على أنهم ورعاء ومخلصون لله، ويبدو أن القصص استعارت مواضيع من المدراش. ومع ذلك، كتب بولاكوف أن معاملة اليهود في الأدب الإسلامي تختلف، وأن الحكايات مخصصة للترفيه الخالص، دون أي هدف تعليمي.
بعد أن هاجم ابن نجرلا، وهو يهودي الديانة، القرآن بزعم وجود تناقضات مختلفة فيه، انتقده ابن حزم بشراسة. حيث كتب ابن حزم أن ابن نجلا «مليء بالكراهية» و«مغرور في روحه الخسيسة».
وفقاً لبيري وشويتزر، فإن بعض الأدبيات خلال القرنين العاشر والحادي عشر «جعلت اليهود غير جديرين بالثقة، ومضطهدين خائفين، ومُستغلين للمسلمين». هذه الدعاية أدت في بعض الأحيان إلى اندلاع أعمال عنف ضد اليهود. وتصف قصيدة مغربية تعود إلى القرن الحادي عشر اليهود بأنهم «شعب إجرامي» وتلقي باللوم عليهم في التسبب في انحلال اجتماعي وخيانة المسلمين وتسمم الطعام والماء.
بالمقابل كتب مارتن كريمر أنه في التقاليد الإسلامية، وفي تناقض صارخ مع المفهوم المسيحي لليهودي الأبديّ، لم يُقدَّم اليهود المعاصرون كأنماط بدائية، مثل تجسيد اليهود في جميع الأوقات والأماكن.

### الحياة تحت الحكم الإسلامي

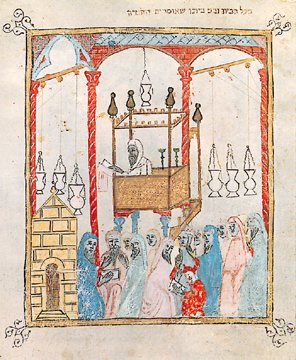
مخطوطة تصور مُرشد يقرأ قصة عيد الفصح في الأندلس في الأندلس في القرن الرابع عشر.

كان اليهود والمسيحيون الذين عاشوا في ظل الحكم الإسلامي المبكر في مقام أهل الذمة، وهو وضع تم توسيعه فيما بعد ليشمل غير المسلمين الآخرين مثل الهندوس. حيث تم التسامح معهم، من خلال حماية الدولة الإسلامة لهم. في المقابل كان عليهم أن يدفعوا الضريبة المعروفة باسم الجزية وفقاً للقرآن. يجادل كل من برنارد لويس وبولايكوف بأن الجاليات اليهودية تمتعت بالتسامح والحقوق المحدودة طالما أنها تقبلت التفوق الإسلامي. وتم تأسيس هذه الحقوق وتنفيذها قانونًا. وشملت القيود المفروضة على أهل الذمة: دفع ضرائب أعلى قيمة؛ وفي بعض المواقع إجبارهم على ارتداء ملابس أو بعض الشارات التي تميزهم عن المسلمين؛ وتم منعهم أحياناً من شغل المناصب العامة أو حمل السلاح أو ركوب الخيل؛ وكانوا غير مؤهلين للشهادة في قضايا ضد المسلمين؛ وفي بعض الأماكن والأوقات، مُنع أهل الذمة من إصلاح أماكن العبادة الجديدة أو القائمة. وكان التبشير لدينهم ممنوعاً. وشملت الإضافات اللاحقة إلى القانون حظراً على تبني الأسماء العربية، ودراسة القرآن، وبيع المشروبات الكحولية. وكتب عبد العزيز سعيد أن المفهوم الإسلامي لأهل الذمة، عندما تم تطبيقه، سمح للثقافات الأخرى بالازدهار وساعد على عدم ازدهار المشاعر المعادية للسامية. وسُمح لليهود بممارسة دياناتهم الخاصة وإدارة شؤونهم الداخلية، لكنهم خضعوا لقيود معينة لم تُفرض على المسلمين. على سبيل المثال، كان عليهم أن يدفعوا الجزية، وهي ضريبة على مفروضة على الذكور البالغين غير المسلمين، كما أنهم مُنعوا من حمل السلاح أو الشهادة في المحاكم في القضايا التي تتعلق بالمسلمين. العديد من القوانين المتعلقة بأهل الذمة كانت رمزية للغاية. على سبيل المثال، اضطر أهل الذمة في بعض البلدان إلى ارتداء ملابس مميزة، وهي ممارسة غير موجودة في القرآن أو الأحاديث النبوية ولكن تم اختراعها في أوائل العصور الوسطى في بغداد وتم تطبيقها بشكل غير متسق.
وفقاً للويس نادراً ما واجه اليهود في ظل الحكم الإسلامي الشهادة أو النفي، أو الإجبار على ترك ديارهم، وكانوا يتمتعون بحرية كاملة في اختيار مكان إقامتهم ومهنتهم. لكن، اختلفت حريتهم وحالتهم الاقتصادية من وقت لآخر ومن مكان إلى آخر. حيث يشير لويس إلى حدوث تحولات قسرية إلى الإسلام في معظمها في المنطقة المغاربية، وخاصةً في ظل حكم الموحدين، وكذلك في بلاد فارس حيث كان المسلمون الشيعة أقل تسامحاً بوجه عام من نظرائهم السنة. ومن الأمثلة البارزة للحالات التي تم فيها إجبار اليهود على مكان الإقامة، هي احتجاز اليهود في مساكن في المغرب عرفت باسم الملاح ابتداءً من القرن الخامس عشر وخاصةً منذ أوائل القرن التاسع عشر.
وفقاً لمارك كوهين خلال العصور الوسطى، عاش الشعب اليهودي في ظل الحكم الإسلامي التسامح والتكامل.:55 ويشير مارك كوهين إلى الفترة الزمنية «للعصر الذهبي» لليهود في الأندلس، مع توافر المزيد من الفرص لهم. وفي سياق الحياة اليومية، يقول عبد الفتاح عاشور، الأستاذ في تاريخ العصور الوسطى في جامعة القاهرة، إن الشعب اليهودي وجد العزاء تحت الحكم الإسلامي خلال العصور الوسطى.:56 وفي بعض الأحيان لم ينفذ الحكام المسلمين العهدة العمرية تماماً والأحكام التقليدية الذمية لليهود. أي أن اليهود أحيانًا، كما هو الحال في غرناطة في القرن الحادي عشر، لم يكونوا مواطنين من الدرجة الثانية. وقد أشار المؤلف ميرلين سوارتز إلى هذه الفترة الزمنية باعتبارها حقبة جديدة لليهود، مشيراً إلى أن موقف التسامح أدى إلى اندماج اليهود في المجتمع العربي الإسلامي.:56 وبحسب كولينج سمح الاندماج الاجتماعي اليهود إلى تحقيق تقدم كبير في مجالات جديدة، بما في ذلك الرياضيات والفلك والفلسفة والكيمياء وفقه اللغة، وحتى وصول البعض إلى السلطة السياسية في ظل الحكم الإسلامي.:55 على سبيل المثال، كان اليهود مسؤولين عن أجزاء معينة من التجارة البحرية وتجارة الرقيق في بغداد،:58 وبحسب كوهين زادت الحرية التجارية المتزايدة لاندماج اليهود في السوق العربية.:58 وبحسب ليون بولياكوف في العصور المبكرة للإسلام، تمتع اليهود بامتيازات كبيرة، وإزدهرت مجتمعاتهم. ولم تقيد أي قوانين أو حواجز اجتماعية أنشطتهم التجارية، ولم تكن هناك نقابات تجارية وحرفية حصرية مثل تلك الموجودة في أوروبا. ووجد اليهود الذين انتقلوا إلى بلاد المسلمين أنفسهم غير مترددين في الدخول في أي مهنة، مما أدى إلى أقل صمة العار مما كانت عليه في أوروبا، حيث كانت هذه القيود لا تزال سارية المفعول.:58 هذا، بالإضافة إلى أن الاضطهاد المسيحي أكثر كثافة، مما شجع العديد من اليهود إلى الهجرة إلى المناطق التي احتلها المسلمون حديثًا وإنشاء مجتمعات هناك. رغم أنه بحسب لويس في أوقات وأماكن أخرى، هرب اليهود من الاضطهاد في الأراضي المسلمة ووجدوا ملجأ في الأراضي المسيحية. وعلى الرغم من أن الحياة اليهودية تحسنت في ظل الحكم الإسلامي، إلا أن اليوتوبيا الفاضلية بين الأديان لم تكن موجودة وفقاً لمارك كوهن.:58 وكان لا يزال اليهود يعانون من الاضطهاد. وبموجب الحكم الإسلامي، على الرغم من حماية العهدة العمرية لليهود، لكنها دعت لأن يكونوا أقل شأنا.:59 ومنذ القرن الحادي عشر ، كانت هناك حالات من المذابح ضد اليهود في ديار الإسلام.

### مصر والعراق
عرف عن الخلفاء الفاطميين في مصر تقديرهم لليهود، بحسب ليون بولياكوف. حيث قاموا بانتظام بدعم المؤسسات اليهودية. وكان عدد كبير من الوزراء والمستشارين في الدولة الفاطمية من اليهود. وكان الخلفاء العباسيون على نفس القدر من الاحترام والتسامح تجاه اليهود تحت حكمهم. وصف بنيامين توديلا، وهو مستكشف يهودي مشهور في القرن الثاني عشر، الخليفة العباسي بأنه «ملك عظيم لبني إسرائيل». كما يواصل بنيامين وصفه عن الخلفية العباسي وقوله أن «العديد من الناس الذين ينتمون إلى شعب إسرائيل هم من الحاضرين في بلاطه، وهو يعرف كل اللغات وهو على دراية جيدة بقانون إسرائيل. وهو يقرأ ويكتب باللغة المقدسة [العبرية]». ويذكر كذلك أن المسلمين واليهود قد تشاركوا في الولاءات المشتركة، مثل زيارة قبر حزقيال، والذي يعتبره كلاً من أتباع الديانتين نبياً.

### شبه الجزيرة الإيبيرية

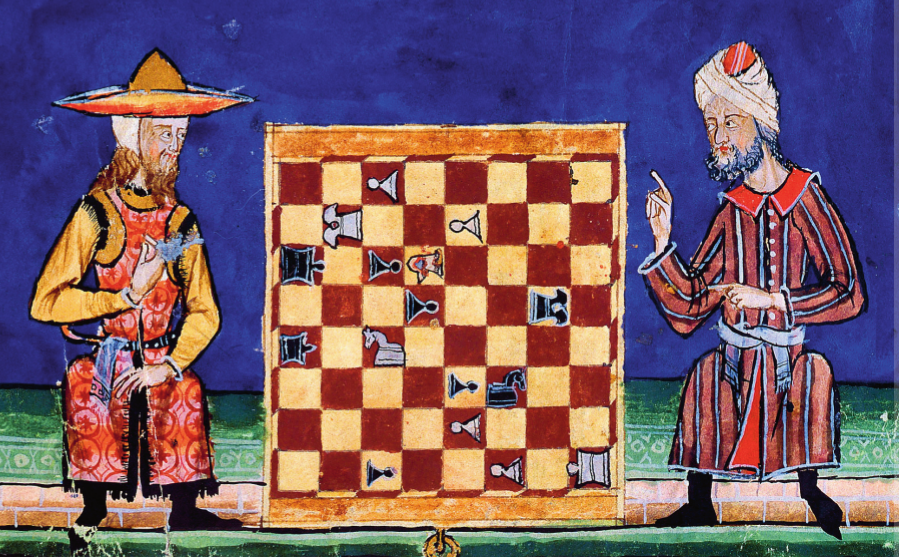
مخطوطة تعود للقرن الثالث عشر ميلادي تُظهر مسلم ويهودي يلعبان الشطرنج في الأندلس.

مع الفتح الإسلامي لشبه الجزيرة الايبيرية، ازدهرت اليهودية الإسبانية لعدة قرون. وهكذا، فإن ما يشير إليه البعض باسم «العصر الذهبي للثقافة اليهودية في إيبيريا» قد بدأ. خلال هذه الفترة، وبحسب بولياكوف تعايش مسلمو الأندلس مع الديانات الأخرى، بما في ذلك الديانة اليهودية، وأنشأوا مجتمعًا غير تقليدي.
ومع ذلك، لم تكن العلاقات الإسلامية مع اليهود في الأندلس سلمية دائمًا. حيث شهد القرن الحادي عشر مذابح من قبل مسلمين ضد اليهود في إسبانيا. وقعت بعضها في قرطبة عام 1011 وفي غرناطة في عام 1066، وفقا لشويتزر. وفي مذبحة غرناطة في عام 1066، قام مسلمين بصلب الوزير اليهودي يوسف بن نغريلا، وذبح حوالي 4,000 يهودي. وكان من أسباب المذبحة هو الإدعاء بأن بعض اليهود قد أصبحوا أثرياء، ووصول آخرين منهم إلى مواقع السلطة. كانت السلالة الموحدية، والتي أطاحت بالسلالة الحاكمة التي كانت تشرف على إسبانيا في أوائل العصر الإسلامي، قد عرضت على المسيحيين واليهود خيار التحول إلى الإسلام أو الطرد. وفي عام 1165، أمر أحد حكام السلالة الموحدية بأن يتحول كل اليهود في البلاد إلى الإسلام أو القتل، مما أجبر الحاخام اليهودي، واللاهوتي والفيلسوف والطبيب موسى بن ميمون على اعتناق الإسلام قبل الفرار من البلاد. في مصر استأنف موسى بن ميمون ممارسة اليهودية علانية فقط ليتهم بالردة. وتم إنقاذه من الموت من قبل وزير لصلاح الدين الأيوبي، والذي اعتبر أن تحوله إلى الإسلام كانت تحت الإكراه وبالتالي غير صالح.
خلال رحلاته، كتب موسى بن ميمون أيضاً رسالة إلى يهود اليمن، وهي رسالة مشهورة بين اليهود في اليمن، والذين كانوا يعانون من اضطهاد شديد على أيدي حكامهم المسلمين. في ذلك، يصف موسى بن مينون تقييمه لمعاملة اليهود على أيدي المسلمين:
... بسبب خطايانا لقد أوقعنا الله في خضم هذا الشعب، أمة إسماعيل [أي المسلمين]، والذين يضطهدوننا بشدة، والذين يبتكرون طرقًا لإلحاق الضرر بنا وتهديدنا ... لم تقم أي دولة بمزيد من الضرر لإسرائيل. لا شيء يقابلها في الحط من شأننا وإذلالنا. لم يستطع أحد أن يذلنا كما حصل ... لقد تحملنا التدهور المفروض، وأكاذيبهم وسخافاتهم، والتي هي أبعد من القدرة البشرية على تحملها ... لقد فعلنا كما أوصانا حكماءنا من الذاكرة المباركة، تحمل أكاذيب وسخافات إسماعيل على الرغم من كل هذا، نحن لا ننجو من ضراوة شرهم وانفجاراتهم في أي وقت. على العكس من ذلك، كلما عانينا أكثر من ذلك، واخترنا التوفيق بينها، كلما اختاروا التصرف بطريقة عدائية تجاهنا.
يقتبس مارك كوهين أقوال حاييم هليل بن ساسون، المتخصص في التاريخ اليهودي الأوروبي في العصور الوسطى، والذي حذر من أن «إدانة موسى بن ميمون للإسلام يجب أن تُفهم في سياق الاضطهادات القاسية في القرن الثاني عشر، وأنه علاوة على ذلك قد يكون ابن ميمون غير مدرك لوضع اليهود في الأراضي المسيحية، أو لم ينتبه لهذا الأمر، عندما كتب الرسالة». ويستمر كوهين باقتباسه من بن ساسون، والذي يجادل بأن اليهود عموماً كان لديهم وضع قانوني وأمني أفضل في الدول الإسلامية بالمقارنة مع اليهود في العالم المسيحي.

### الدولة العثمانية

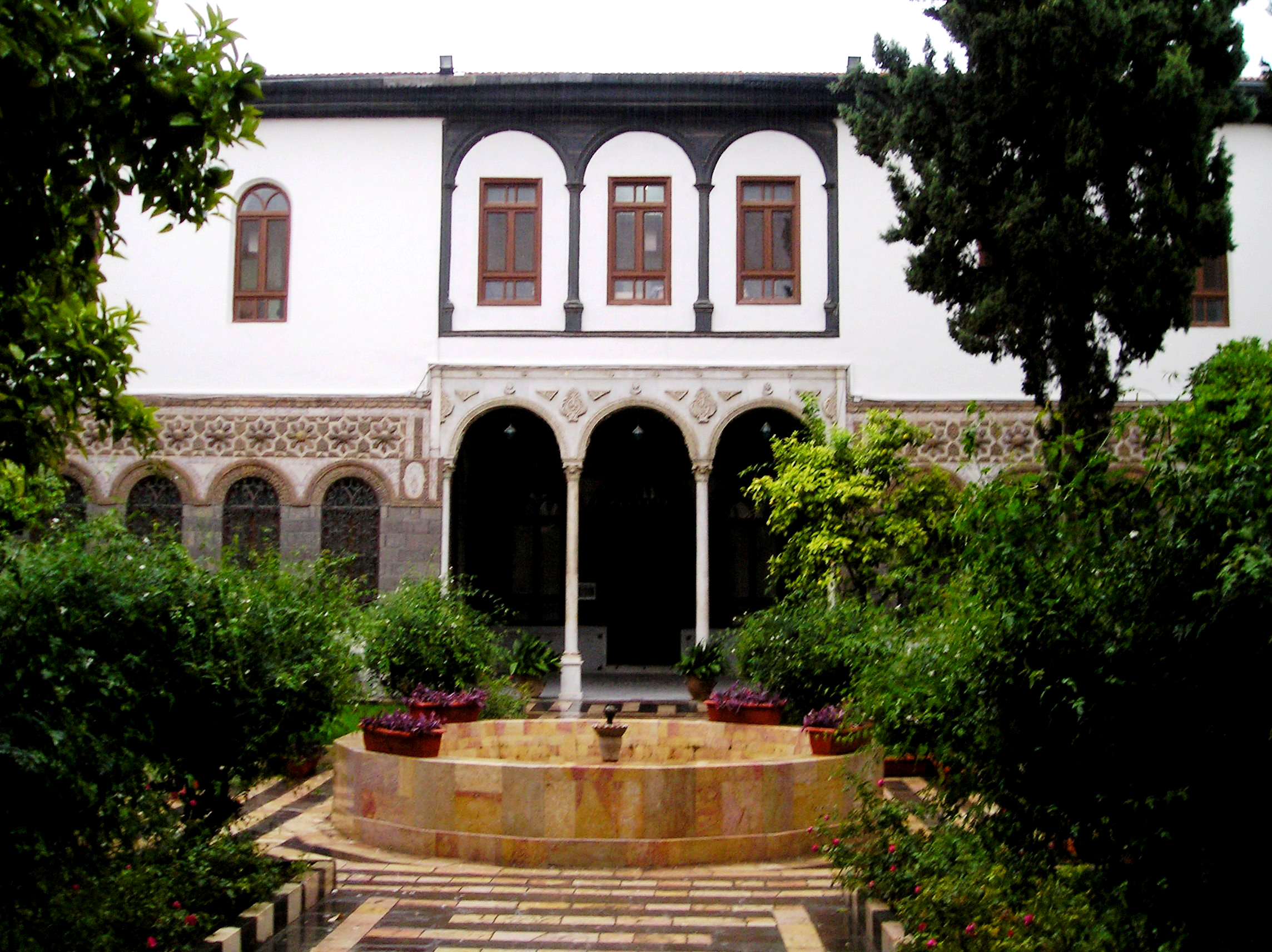
مكتب عنبر في دمشق، وكان «عنبر» رجلاً يهودياً.

بينما تراجعت قوة بعض الدول الإسلامية، ازدهردت قوة الدولة العثمانية. ومع ازدهار الدولة العثمانية، ازدهرت أوضاع اليهود أيضًا، وفقًا لشوايتزر وبيري. حيث وعلى النقيض من معاملة العثمانيين للمسيحيين، كان العثمانيون أكثر تسامحاً مع اليهود وعززوا تنميتهم الاقتصادية. وازدهر اليهود ككبار التجار والممولين والمسؤولين الحكوميين والتجار والحرفيين. كما سمح العثمانيون ببعض الهجرات اليهودية إلى ما كان يشار إليه آنذاك باسم سوريا العثمانية، مما سمح للصهاينة بإنشاء مستوطنات دائمة في عقد 1880.

### التباين مع أوروبا المسيحية

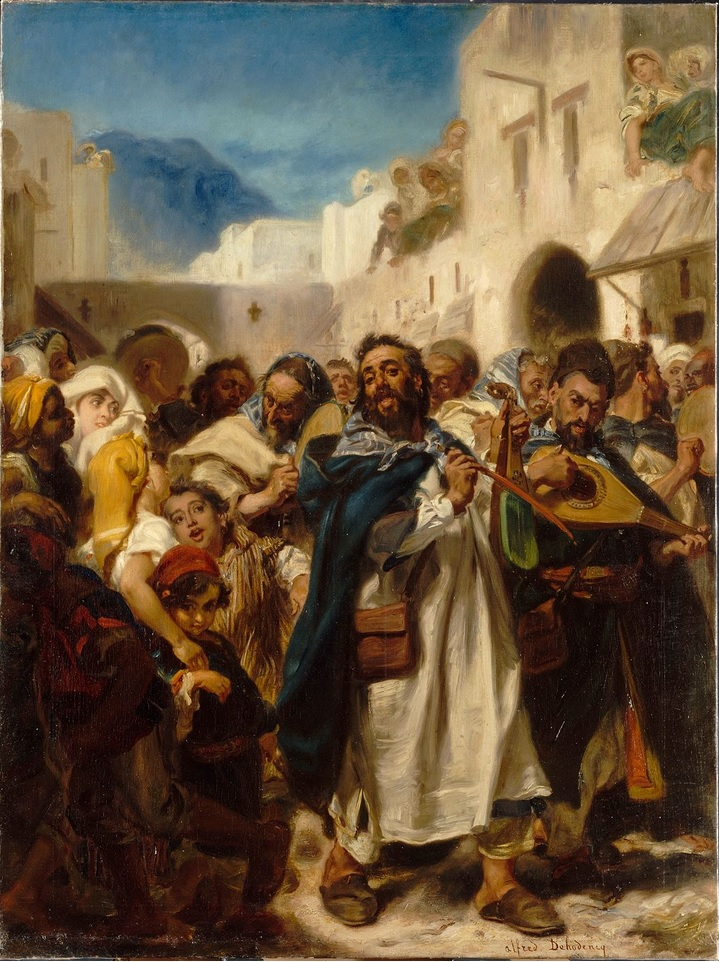
لوحة تصور إحتفالات اليهود في تطوان عام 1865.

يقول برنارد لويس أنه على عكس معاداة السامية المسيحية، فإن موقف المسلمين تجاه غير المسلمين لم ينبع من الكراهية أو الخوف أو الحسد، بل من الاحتقار. وتم التعبير عن هذا الاحتقار بطرق مختلفة، مثل وفرة الأدب السجالي الذي هاجم المسيحيين وأحياناً اليهود أيضاً. ووفقا للويس «عادةً ما تم التعبير عن الصفات السلبية المنسوبة إلى الديانات الخاضعة ولأتباعها من الناحية الدينية والاجتماعية، ونادراً ما كانت من الناحية الإثنية أو العرقية، رغم أن هذا قد يحدث أحيانًا». يضيف لويس أن: «لغة الإساءة غالباً ما تكون قوية جداً»، «النعوت التقليدية هي قردة لليهود وخنازير للمسيحيين». ويواصل برنارد لويس مع العديد من الأمثلة على الأنظمة التي ترمز إلى الدونية التي كان على غير المسلمين الذين يعيشون تحت حكم المسلمين العيش معها، مثل الصيغ المختلفة للتحية عند مخاطبة اليهود والمسيحيين أكثر من التعامل مع المسلمين سواء في المحادثات أو المراسلات، ومنع اليهود والمسيحيين من اختيار الأسماء التي يستخدمها المسلمون لأطفالهم في العهد العثماني.
يقترح المؤرخ مارك كوهين مقاربة مقارنة لفهم الحياة اليهودية في ظل الحكم الإسلامي، مشيراً إلى أن اليهود في الأراضي الإسلامية غالبا ما كانوا يتعرضون للعنف الجسدي بشكل أقل بالمقارنة مع اليهود في العالم الغربي المسيحي.:58 حيث يفترض أن المسلمين كانوا يَعتبرون اليهود أقل تهديدًا من الناحية اللاهوتية بالمقارنة مع المسيحيين الذين أرادوا تأسيس هوية دينية منفصلة عن اليهودية، والذي منه تأسست الديانة المسيحية.:58 ووفقاً له، كانت حالات الاضطهاد في بعض الأحيان في ديار الإسلام، استثناءاً وليس القاعدة،:59 وأنًّ الإدعاءات عن الاضطهاد المنهجي على أيدي الحكام المسلمين هي أساطير تم إنشاؤها لتعزيز الدعاية السياسية،:56 [محل شك] حيث كان الوضع الذي تمتع فيه اليهود في العالم الإسلامي في بعض الأحيان هو الازدهار الثقافي والاقتصادي، والاضطهادات واسعة النطاق في أوقات أخرى، ووفقاً للمؤرخ إلكتريك فون: «لن يكون من الصعب تجميع أسماء عدد كبير جداً من الرعايا اليهود أو مواطني المنطقة الإسلامية الذين وصلوا إلى مرتبة عالية، وإلى مواقع في السلطة، وإلى نفوذ مالي كبير، أو إلى تحصيل فكري معترف به. ونفس الشيء يمكن عمله للمسيحيين. ولكن لن يكون من الصعب مرة أخرى تجميع قائمة طويلة من الاضطهادات، أو المصادرة التعسفية، أو محاولة التحويلات القسرية، أو المذابح». وعلى الرغم من أن الحياة اليهودية تحسنت في ظل الحكم الإسلامي، إلا أن «أسطورة اليوتوبيا بين الأديان» «لم تكن موجودة» بحسب مارك كوهين.:58
يجادل شفايتزر وبيري بأن هناك وجهتي نظر عامتين حول وضع اليهود في ظل الحكم الإسلامي، «العصر الذهبي» التقليدي وتفسيرات «الاضطهاد والبوجروم» التعديلية. كانت وجهة النظر الأولى (العصر الذهبي) قد نشرها المؤرخون اليهود في القرن التاسع عشر كتوبيخ للمعاملة المسيحية لليهود، واتخذها المسلمون العرب بعد عام 1948 «كسلاح عربي إسلامي في ما هو أساسًا كفاح أيديولوجي وسياسي ضد إسرائيل». ويجادل المؤرخون التعديليون أن هذه النظرة المثالية تتجاهل «قائمة بالكراهية والمذابح الأقل شهرة». ويتفق مارك كوهين مع هذا الرأي، قائلاً إن «أسطورة اليوتوبيا بين الأديان» لم يتم تمحيصها من قبل حتى تم تبنيها من قبل العرب «كسلاح دعائي ضد الصهيونية»، وأن هذا «الإستغلال السجالي العربي» قوبل «بأسطورة مضادة» وهي «القراءة التعديلية للتاريخ اليهودي العربي»، والتي بدورها «لا يمكن تأكيدها في ضوء الواقع التاريخي».

## معاداة السامية في الشرق الأوسط الإسلامي
وفقاً لمعايير القرون الوسطى، كانت أوضاع اليهود في ظل الإسلام أكثر رسمية وأفضل من ظروف اليهود في الأراضي المسيحية في أوروبا، وإثناء موجات الاضطهاد في أوروبا في العصور الوسطى، وجد العديد من اليهود ملجأ في أراضي المسلمين، رغم أنه في أوقات وأماكن أخرى، هرب اليهود من الاضطهاد في الأراضي المسلمة ووجدوا ملجأ في الأراضي المسيحية. ودُعي اليهود الذين طردوا من شبه الجزيرة الإيبيرية إلى الاستقرار في أجزاء مختلفة من الدولة العثمانية، حيث كانوا في الغالب يشكلون أقلية نموذجية مزدهرة من التجار الذين يعملون كوسطاء لحكامهم المسلمين. وعلى الرغم من ذلك كانت هناك العديد من حوادث المجازر والتطهير العرقي لليهود في شمال أفريقيا، خاصةً في المغرب وليبيا والجزائر حيث أجبر اليهود في نهاية المطاف على العيش في غيتوات. وتم سن المراسيم التي تأمر بتدمير المعابد اليهودية في العصور الوسطى في مصر وسوريا والعراق واليمن. وفي أوقات معينة في اليمن والمغرب وبغداد، اضطر اليهود إلى اعتناق الإسلام أو مواجهة الموت.
ازدادت معاداة السامية في العالم الإسلامي خلال العصر الحديث. في حين أن برنارد لويس وأوري أفنيري يرجعان الزيادة في معاداة السامية لوقت إقامة إسرائيل، يرى كلاين أن معاداة السامية يمكن أنها كانت موجودة في منتصف القرن التاسع عشر.
يشير العلماء إلى التأثير الأوروبي، بما في ذلك النازية، وإقامة إسرائيل كأسباب جذرية لمعاداة السامية. يشرح نورمان ستيلمان أن الأنشطة الأوروبية التجارية والتبشيرية والإمبريالية خلال القرنين التاسع عشر والعشرين جلبت أفكارا معادية للسامية إلى العالم الإسلامي. في البداية، وجدت هذه الآراء المتحاملة تأييدا فقط بين المسيحيين العرب وكانت «أجنبية للغاية» بين المسلمين. ومع ذلك، مع صعود الصراع العربي الإسرائيلي، بدأت معاداة السامية الأوروبية تحظى بالقبول في الأدب الحديث. وبحسب برنارد لويس بحلول عقد 1980، يبدو أن حجم الأدب المعادي للسامية الذي نشر في العالم العربي وسلطة رعاته، يشير إلى أن معاداة السامية الكلاسيكية أصبحت جزءاً أساسياً من الحياة الفكرية العربية، وذلك أكثر بكثير من أواخر القرن التاسع عشر. حيث أدى صعود الإسلام السياسي خلال ثمانينيات القرن الماضي وبعد ذلك طفرة جديدة في معاداة السامية الإسلامية، مما أعطى الكراهية لليهود عنصراً ديني.

### القرن الحادي عشر
كان اليهود الذين استوطنوا شبه الجزيرة الأيبرية قبل الفتح الإسلامي للأندلس عونًا المسلمين. فعنهم يقول المقري عن فتح طارق: «... ثم لحق ذلك الجيش بالجيش المتوجه إلى ألبيرة، فحاصروا مدينتها وفتحوها عنوة، وألفوا بها يهودًا ضموهم إلى قصبة غرناطة، وصار ذلك سنة متبعة متى وجدوا بمدينة فتحوها يهودًا، يضمونهم إلى قصبتها ويجعلون معهم طائفة من المسلمين يسدونها».
ارتكبت بحق اليهود عدداً من المذابح في قرطبة وغرناطة في القرن الحادي عشر والقرن الثاني عشر خلال حكم الموحدون، ونزح الكثير من اليهود إلى مناطق إسلامية أكثر تسامحاً أو هربوا إلى الممالك المسيحية، من أمثال ابن ميمون الذي ولد في قرطبة واستقر به الأمر في مصر.
في 30 ديسمبر من عام 1066 اقتحم جموع من المسلمين القصر الملكي في غرناطة، في طائفة غرناطة، وتم صلب الوزير اليهودي يوسف بن نغريلا، وذبحوا الكثير من اليهود سكان المدينة. وتقول الموسوعة اليهودية عام 1906: «أن أكثر من 1,500 عائلة يهودية، والمكونة من 4,000 شخص، تم ذبحهافي يوم واحد». ومع ذلك ، فإن طبعة 1971 لا تعطي أرقامًا دقيقة عن الضحايا، في حين تؤكد الموسوعة اليهودية الأرقام: «حيث وفقا لشهادة لاحقة حيث» قتل أكثر من 1,500 من أرباب المنازل". ووفقا للمؤرخ برنارد لويس ، فإن "المذبحة«عادةً ما تنسب إلى رد فعل بين السكان المسلمين ضد وزير يهودي قوي ومتفاخر».
في عام 1033، وبعد فتح مدينة فاس من طرف المغراويون قامت قبيلة قوات تميم، برئاسة البرابرة بنو يفرن المتواجدين في قبيلة زناتة بارتكاب مذبحة في حق اليهود بفاس وذلك قصد مكافحة انتشار اليهودية ومعاداة السامية من جهة، ومن ثم السيطرة على مدينة فاس في المغرب المتنازع عليها بين مجموعة من القبائل الأمازيغية على غرار قبيلة زناتة، المكناسة، المغراويون وكذلك بنو يفرن وقد استمر ذلك النزاع لمدة نصف قرن تقريباً، وذلك في أعقاب سقوط أسرة الأدارسة. قامت قوات تميم بقتل أكثر من ستة آلاف يهودي ثم استولت على ممتلكاتهم، كما قاموا بسبي النساء اليهوديات في المدينة. وقد وقعت أعمال القتل هذه في شهر جمادى الآخرة من سنة 424 هـ (الموافق لـأيار/مايو–حزيران/يونيو 1033 بعد الميلاد)، وقد سُميت أعمال القتل بـ «بوغروم» حسب ما ذُكر في بعض الكتب.

### القرن الخامس عشر
خلال الثورة المحلية الشعبية في مدينة فاس والتي أطاحت بآخر سلاطين الدولة المرينية. وقد تميزت الثورة كونها أنهت 215 سنة من حكم المرينيين في فاس (1244-1465)، حيث قام الأشراف الأدراسة بالثورة ضد آخر كبير وزراء سلاطين الدولة المرينية والذي كان ذو أصل يهودي وهو الرجل ذو النفوذ القوي هارون بن بطاش المعين من قبل عبد الحق الثاني المريني، تم اعدامه بقطع رقبته، كما تم تقريبا ذبح جميع الجالية اليهودية في فاس خلال الثورة. ونتيجة للاضطرابات التي شهدتها فاس في تلك الفترة، قام الملك البرتغالي أفونسو الخامس باحتلال طنجة.

### القرن السابع عشر
واحدة من أبرز أعمال معاداة السامية الإسلامية حدثت في اليمن بين عام 1679 وعام 1680، في حدث عُرف باسم طرد موزة. خلال هذا الحدث تم طرد أغلب اليهود الذين يعيشون في مدن وبلدات اليمن بموجب مرسوم من إمام اليمن الزيدي، أحمد بن الحسن بن القاسم. إلا أن بعض مجتمعات اليهود في شرق اليمن لم يتم طردها بسبب رفض الحامية العرب تنفيذ الأوامر.
أصدر مرسوم الأيتام في اليمن وألزم الدولة الزيدية حضانة وتثقيف الأطفال الأيتام الذميين (غير المسلمين) حسب الديانة الإسلامية. وقدم للمرة الأولى أو أحيا في القرن السابع عشر، وتم تجاهل مرسوم الأيتام خلال الحكم العثماني (1872-1918) ولكن تم تطبيقه خلال فترة حكم الإمام يحيى (1918-1948). وفقاً لعراقي كلورمان فإن المرسوم لم يطبق في بلدان أخرى. على الرغم من التحول القسري غير معترف به على نطاق واسع في إطار القوانين الإسلامية فإن المؤرخ المستعرب شلومو دوف جويتين يعتقد أن التحويل القسري للأيتام كان يتم تبريره من خلال حديث نبوي للنبي محمد التالي:

### القرن التاسع عشر
وفقاً لمارك كوهين، نشأت معاداة السامية العربية في العالم الحديث في الآونة الأخيرة نسبياً، في القرن التاسع عشر، على خلفية التناقض بين القومية اليهودية والعربية، واستوردت إلى العالم العربي في المقام الأول من قبل العرب المسيحيين ذوي العقلية القومية، والتي تم أسلمتها لاحقاً. وقعت حادثة دمشق في عام 1840، عندما اختفى راهب إيطالي كاثوليكي يدعى توماس الكبوشي وخادمه المُسلم إبراهيم عمارة في دمشق. مباشرةً بعد اختفائهم في حارة اليهود، وجهت تهمة فرية الدم ضد عدد كبير من اليهود في المدينة. ولعب قناصل كل من إنجلترا وفرنسا والنمسا والسلطات العثمانية والمسيحيين والمسلمين واليهود دورًا كبيرًا في هذه القضية. بعد حادثة دمشق، انتشرت المذابح في الشرق الأوسط وشمال إفريقيا ضد اليهود. حدثت المذابح في:
- حلب (1850 وعام 1870)
- الإسكندرية (1870، 1882، 1901–1907)
- بيروت (1862، 1874)
- بويوكدير (1864)
- القاهرة (1844، 1890، 1901–1902)
- دمنهور (1871، 1873، 1877، 1879)
- دمشق (1840، 1848، 1890)
- دير القمر (1847)
- أدرنة (1872)
- أيوب (1868)
- إسطنبول (1870، 1874)
- إزمير (1872، 1874).
- القدس (1847)
- كوزغونغك (1866)
- المنصورة (1877)
- بورسعيد (1903، 1908)

وحصلت مذبحة لليهود في بغداد في عام 1828. وحصلت مذبحة أخرى في بارفوش في عام 1867. في عام 1839 قام الغوغاء في الهجوم على الحي اليهودي في مدينة مشهد الفارسية، وقاموا بحرق المعابد اليهودية، ودمروا لفائف سفر توراة. ويعرف الحدث باسم حادث الله. وكان التحول القسري إلى الإسلام الطريق الوحيد للنجاة وتجنب مذبحة.
كتب بيني موريس أن أحد رموز إذلال اليهود هو ظاهرة رمي الحجارة على اليهود من قبل الأطفال المسلمين. ويقتبس بيني موريس قول مسافراً من القرن التاسع عشر: «لقد رأيت زميلًا صغيرًا يبلغ من العمر ست سنوات، مع مجموعة من الأطفال الصغار الذين يبلغون من العمر ثلاثة أعوام وأربعة أعوام فقط، يُعلمونهم أن يرموا الحجارة على يهودي ... وأن يبصق حرفياً على اليهودي، كل هذا ويجب على اليهودي أن يستلم؛ حيث أن حياته يستحق أكثر من ضرب محمدي».

### القرن العشرين

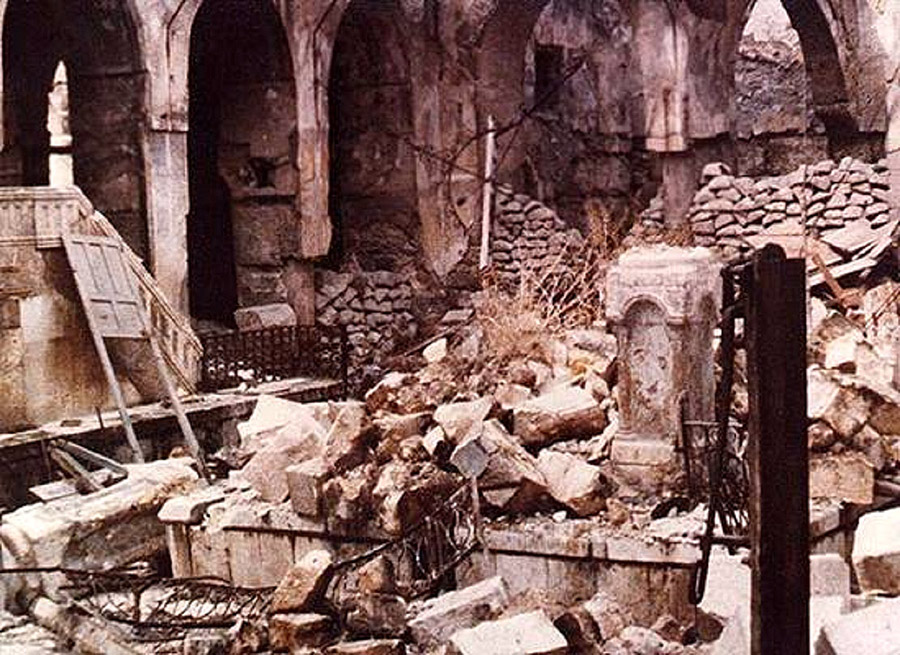
حالة الكنيس المركزي في حلب بعد أحداث الشغب ضد اليهود في حلب عام 1947.

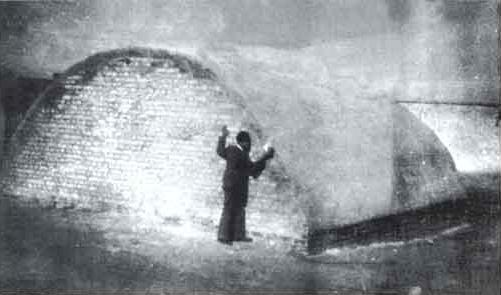
قبر جماعي لضحايا الفرهود عام 1946.

في القرن العشرين تعرض اليهود لعدد من أعمال العنف منها أعمال العنف في شيراز في عام 1910 خلال حقبة القاجاريين، وأعمال العنف في تراقيا عام 1934 في تركيا، والتي كانت ذات دوافع معادية للسامية. كما وتعرض اليهود إلى عدد من المذابح منها مذبحة الخليل ومذبحة صفد.
استمرت المذابح ضد اليهود في البلدان الإسلامية في القرن العشرين. وكان الحي اليهودي في فاس قد دمر من قبل حشد من المُسلمين في عام 1912. وكانت هناك مذابح مستوحاة من النازيين في الجزائر في عقد عام 1930، إلى جانب هجمات واسعة النطاق على اليهود في العراق وليبيا في عقد 1940. وذبح المسلمون الموالون للنازية عشرات اليهود في بغداد عام 1941. زعم الأكاديمي الأمريكي برنارد لويس بأن المواضيع المعادية للسامية أصبحت شائعة في منشورات الحركات الإسلامية العربية مثل حزب الله وحماس، وفي تصريحات وكالات مختلفة في جمهورية إيران الإسلامية، وفي الصحف وغيرها من المطبوعات التابعة لحزب الرفاه، وهو حزب إسلامي تركي. كما وفقاً للويس فأن لغة الإساءة غالباً ما كانت قوية جداً، «بحجة أن الصفات التقليدية لليهود والمسيحيين هي القردة والخنازير، على التوالي».
وحدثت بعض أعمال العنف في القرن العشرين في العراق عام 1941 ومع إعلان تأسيس إسرائيل حدثت أعمال عنف في مصر عام 1945 وفي حلب عام 1947 وفي المنامة عام 1947 وفي طرابلس الليبية عام 1948 وفي وجدة وجرادة عام 1948 ومذبحة في عدن عام 1947 إلى جانب تفجيرات القاهرة في عام 1948 وتفجيرات كنيس المنشارة في عام 1949.
أكد المسؤولون الفرنسيون بأن أعمال الشغب في وجدة وجرادة كانت «محلية فقط» وحذروا أن هجرة اليهود من وجدة لفلسطين، هي التي أثارت غضب المسلمين وليس العداء الواسع النطاق المعادي لليهود. وفي اجتماع مع اللجنة اليهودية الأمريكية في نيويورك في تشرين الأول/أكتوبر 1948 ذكر رئيس الطائفة اليهودية في القاهرة سالفاتور كيكيريل «أنّ العمليات الأخيرة التي استهدفت اليهود في مصر تفسيرها الوحيد هو الهزائم المتوالية للجيش المصري أمام جيش الدفاع الاسرائيلي.»
على الرغم من أن اللاسامية الشعبية من الناحية التاريخية كانت نادرة في الدولة العثمانية والأناضول بالمقارنة مع أوروبا، لكن منذ قيام دولة إسرائيل في عام 1948، كان هناك ارتفاع في اللاسامية في تركياة. في ليلة 6-7 سبتمبر 1955، تم إطلاق العنان لمذبحة اسطنبول. وعلى الرغم من أنها تستهدف السكان اليونانيين في المدينة، فقد تم استهداف الجالية اليهودية والأرمينية في إسطنبول أيضًا. كان الضرر الناجم عن ذلك مادية بشكل أساسي حيث تم تدمير أكثر من 4,000 متجر وحوالي 1,000 منزل مملوك لليونانيين والأرمن واليهود.
في 1 مارس من عام 1994، أطلق راشد باز، وهو أمريكي مُسلم يعيش في بروكلين في نيويورك، النار على سيارة نقل تحمل طلاباً من اليهود الحسيديين فوق جسر بروكلين. قُتل آري هالبرستام وهو أحد الطلاب في حين جرح آخرون. وقد نُقل عن باز في اعترافه في عام 2007 قوله: «لقد أطلقت النار عليهم لأنهم كانوا يهودًا».

#### اتصالات بين ألمانيا النازية والدول الإسلامية

##### أمين الحسيني

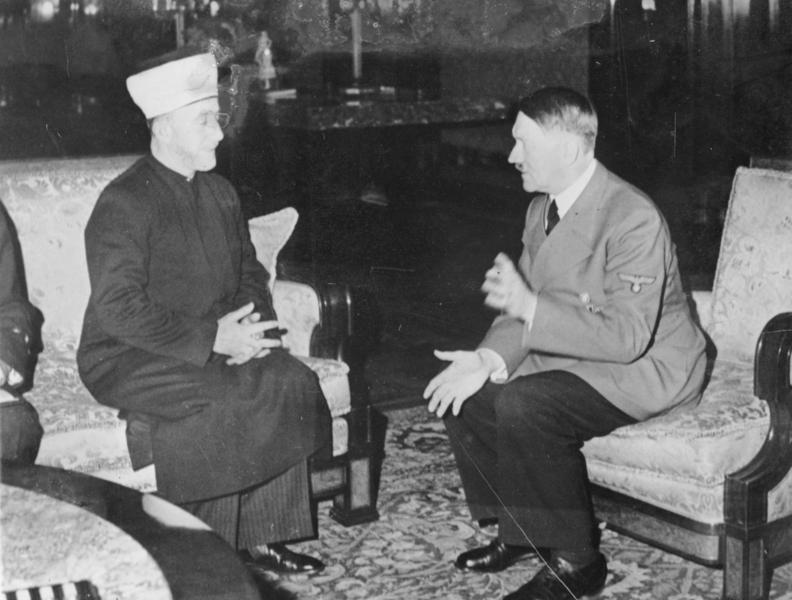
أمين الحسيني، مفتي القدس ورئيس المجلس الإسلامي الأعلى خلال لقاء مع أدولف هتلر في عام 1941.

حاول مفتي القدس الحاج أمين الحسيني خلق تحالف مع ألمانيا النازية وإيطاليا الفاشية لعرقلة إنشاء وطن لليهود في فلسطين، وإعاقة أي هجرة من قبل اللاجئين اليهود الهاربين من الهولوكوست هناك. كان الحسيني وما زال شخصية مثيرة للجدل. يخالف المؤرخون ما إذا كانت معارضته الشرسة للصهيونية ترتكز على القومية أو معاداة السامية أو مزيج من الاثنين معاً. وعلى الرغم من أن تأثيره الأيديولوجي على القومية الفلسطينية في مرحلة ما بعد الحرب ضئيل، فإن إرث الحسيني هو محل اهتمام العلماء المعاصرين في الإسلام السياسي ولدوره في إدخال معاداة السامية في التطرف الإسلامي. بينما ينكر البعض مدى ملاءمة هذا المصطلح، أو يجادل بأنه لم يكن معاديًا للسامية. ويرى روبرت كيلي أن الحسيني كان يتحرك "بشكل متزايد نحو معاداة السامية لأنه كان يعارض الطموحات اليهودية في المنطقة". ووفقاً للمؤرخ فيليب مطر والبيليغ كان عداء الحسيني مرتكزاً على القومية، بالمقابل يرى ولتر لاكوير، وبيني موريس، وكلاوس-مايكل مالمان ومارتن كوببرز، بأن الحسيني كان منحازًا ضد اليهود، وليس ضد الصهاينة فقط. حيث يشير بيني موريس إلى أن الحسيني اعتبر المحرقة انتقامًا ألمانيًا لتخريب يهودي لجهدهم الحربي في الحرب العالمية الأولى، وكتب أن "الحاج أمين الحسيني كان معاديًا للسامية. هذا واضح أنا لا أقول أنه كان مجرد معادٍ للصهيونية، كان يكره اليهود، "اليهود كانوا أشرارًا". حيث كان الحسيني ضالعاً في تنظيم وتجنيد مسلمين بوسنيين في عدة أقسام تابعة لوحدات النخبة النازية والوحدات الأخرى. وعلى الجانب الآخر أنتقد المؤرخ مايكل سيلز إدعاءات بيني موريس بسبب اعتماده على تصريحات انتقائية مُعتمدة من قبل عدد قليل من الكتاب. في حين أن الاعتقاد بين عدد من الباحثين أن دوافع الحسيني لدعم قوى المحور وتحالفه مع ألمانيا النازية وإيطاليا الفاشية كانت مغمورة بعمق من قبل الأيديولوجية المعادية لليهود والمعادية للصهيونية منذ البداية، نفى باحثين آخرون ذلك، ولا سيما رينزو دي فيليس، حيث يرى أن العلاقة يمكن أن تُؤخذ لتعكس تقاربًا عرفيًا للقومية العربية مع الأيديولوجية النازية أو الفاشية، وأن رجالًا مثل الحسيني اختاروها كحلفاء لأسباب إستراتيجية بحتة وليس لدوافع عرقية أو دينية، على أساس أنه، كما كتب الحسيني لاحقًا في مذكراته، "عدو عدوك هو صديقك"، حيث يقول الحسني في مذكراته "واعتبرت ألمانيا بلداً صديقاً لأنها لم تكن دولة مستعمرة ولم يسبق لها أن تعرضت بسوء لأية دولة عربية أو اسلامية، ولأنها كانت تقاتل أعداءنا من المستعمرين والصهيونيين، ولان عدو عدوك صديقك، وكنت موقناً، أن انتصار ألمانيا سينقذ بلادنا حتماً من خطر الصهيونية والإستعمار".

##### العراق
في مارس من عام 1940، قام الجنرال رشيد عالي الكيلاني، وهو ضابط عراقي وطني بإجبار نوري السعيد رئيس الوزراء العراقي الموالي لبريطانيا، على الاستقالة. في شهر مايو، أعلن الجهاد ضد بريطانيا العظمى. بعد أربعين يومًا، احتلت القوات البريطانية البلاد. ووقع الانقلاب العراقي في 3 أبريل من عام 1941، عندما تمت الإطاحة بنظام عبد الإله بن علي الهاشمي، وتم تنصيب رشيد عالي الكيلاني كرئيس للوزراء. وفي عام 1941 بعد انقلاب رشيد علي المؤيد لدول المحور، اندلعت أعمال الشغب المعروفة باسم الفرهود في بغداد حيث قتل حوالي 180 يهودي وأصيب حوالي 240، ونُهبت 586 شركة مملوكة لليهود وتم تدمير 99 منزلاً يهوديًا. وفي البداية منعت العراق هجرة اليهود بعد حرب عام 1948 على أساس أن السماح لهم بالذهاب إلى إسرائيل سيعزز هذه الدولة، لكن سُمح لهم بالهجرة مرة أخرى بعد عام 1950، إذا وافقوا على التخلي عن ممتلكاتهم.

### الدولة العثمانية وتركيا والعراق وكردستان

#### إجبار اليهود والمسيحيين الآشوريين على الهجرة بين عام 1842 والقرن الواحد والعشرين
في رسالته الأخيرة لرسالة الدكتوراه، وفي كتابه الأخير، ناقش العالم الإسرائيلي موردخاي زاكين تاريخ اليهود والمسيحيين الآشوريين في تركيا والعراق (في المنطقة الكردية) خلال 180 عامًا منذ عام 1843 وما بعده. يستعرض زاكين في دراساته ثلاثة ثورات كبيرة حدثت بين عام 1843 وعام 1933 خسر خلالها المسيحيون الآشوريون أرضهم وهيمنتهم في موطنهم في منطقة هكاري في جنوب شرق تركيا وأصبحوا لاجئين في أراضي أخرى، لا سيما إيران والعراق. وأنشأت مجتمعات في المنفى في نهاية المطاف في البلدان الأوروبية والغربية (الولايات المتحدة وكندا وأستراليا ونيوزيلندا والسويد وفرنسا، على سبيل المثال لا الحصر). كتب موردخاي زاكين هذه الدراسة من وجهة نظر تحليلية ومقارَنة، بين تجربة المسيحيين الآشوريين مع تجربة اليهود الأكراد الذين كانوا يسكنون في كردستان منذ ألفي سنة أو نحو ذلك، لكن اضطروا للهجرة إلى إسرائيل في وقت مبكر من عقد 1950. حيث أُجبر يهود كردستان على المغادرة نتيجة للحرب العربية الإسرائيلية، ونتيجة للعداء المتزايد وأعمال العنف ضد اليهود في البلدات والقرى العراقية والكردية، ونتيجةً لوضع جديد تطور خلال عقد 1940 في العراق وكردستان، حيث كانت قدرة اليهود على العيش في راحة نسبية والتسامح مع جيرانهم العرب والمسلمين ، كما فعلوا لسنوات عديدة، أصبحت عملياً النهاية. وفي النهاية اضطر يهود كردستان إلى مغادرة موطنهم الكردي بشكل جماعي والهجرة إلى إسرائيل. من ناحية أخرى عانى المسيحيون الآشوريون من مصير مماثل، لكنهم هاجروا في مراحل بعد كل أزمة سياسية مع النظام الذي يعيشون في حدوده أو بعد كل صراع مع جيرانهم المسلمين أو الأتراك أو العرب، أو بعد مغادرة أو طرد البطريرك مار شمعون في عام 1933، أولاً إلى قبرص ثم إلى الولايات المتحدة. وبالتالي، على الرغم من وجود مجموعة صغيرة وهشة من الآشوريين في العراق، فإن ملايين المسيحيين الآشوريين يعيشون اليوم في مجتمعات نائية ومزدهرة في الغرب.

#### إيران
في وقع في 30 أكتوبر من عام 1910 حصل بوغروم وأعمال شغب ضد الحي اليهودي بمدينة شيراز الفارسية، إثر اتهامات بأن اليهود قد قتلوا فتاة مسلمة كتضحية بشرية. وفي سياق البوغروم، قتل 12 يهوديًا وجرح نحو 50 آخرون، ونهبت جميع ممتلكات 6000 يهودي يقطنون شيراز. وقد تم توثيق هذا الحدث من قبل ممثل التحالف الإسرائيلي العالمي في شيراز. ولم يقتصر عنف المهاجمين على السرقة فقط، بل امتد أيضًا ليشمل العنف الجسدي ضد اليهود. وقد فر معظم اليهود بمجرد مهاجمة حيهم، ولجأ بعضهم إلى منازل أصدقائهم المسلمين، وآخرون إلى القنصلية البريطانية، في الشرفات وحتى في المساجد، أما بالنسبة لمن بقي وحاول الدفاع عن ممتلكاته فقد جرح أو قتل. فأثناء المشاجرات، قتل اثنا عشر شخصًا، وطعن خمسة عشر آخرون أو ضربوا بالعصي أو الرصاص، وتعرض أربعون آخرون لإصابات طفيفة.
وعلى الرغم من أن إيران كانت محايدة بشكل رسمي خلال الحرب العالمية الثانية، إلا أن رضا بهلوي تعاطف مع ألمانيا النازية، مما جعل الجالية اليهودية تخاف من الاضطهاد المحتمل. رغم أن هذه المخاوف لم تتحقق، نُشرت مقالات معادية لليهود في الإعلام الإيراني. وفي أعقاب الغزو الأنجلو-سوفيتي لإيران في عام 1941، تم تنحية رضا بهلوي واستبداله من قبل ابنه محمد رضا بهلوي. ومع ذلك ، يجادل المؤرخ فاروخ بأن هناك اعتقاد خاطئ بأن اللاسامية كانت منتشرة في إيران مع وصول رضا بهلوي في السلطة.

#### مصر
في مصر أسس أحمد حسين حزب مصر الفتاة في عام 1934. وأعرب على الفور عن تعاطفه مع ألمانيا النازية للسفير الألماني في مصر. وأرسل حسين وفداً إلى تجمع نورمبرج وعاد بحماس. بعد أزمة معاهدة ميونخ، استنكر قادة الحزب ألمانيا لعدوانها على الدول الصغيرة، ولكن مع ذلك احتفظوا بعناصر مشابهة لتلك النازية أو الفاشية، ومنها معاداة السامية والعنصرية. كان تأثير الحزب قبل عام 1939 ضئيلاً، وكانت جهودهم التجسسية ذات قيمة قليلة بالنسبة للألمان.

#### الجماعات الإسلامية
أعربت العديد من بعض الجماعات الإسلامية علانية عن آراء معادية للسامية. أعلنت الذراع الدعائية لجماعة لشكر طيبة أن اليهود هم «أعداء الإسلام» وأنَّ إسرائيل هي «عدو باكستان». كما وصفت حماس على نطاق واسع بأنها منظمة معادية للسامية، وقد أصدرت منشورات لاسامية، حيث تعتمد كتاباتها وبياناتها على وثائق معادية للسامية (منها بروتوكولات حكماء صهيون، وغير ذلك من الأدب المسيحي الأوروبي)، والتي تعرض مواضيع معادية للسامية. وفي عام 1998، كتبت إستر ويبمان، من مشروع دراسة معاداة السامية في جامعة تل أبيب، أنه على الرغم مما ورد أعلاه، إلا أن معاداة السامية لم تكن المبدأ الأساسي في أيديولوجية حماس.
في افتتاحية في صحيفة الغارديان في يناير من عام 2006، نفى خالد مشعل، رئيس المكتب السياسي لحماس، بمعاداة السامية من جانب حماس، وقال إن طبيعة الصراع الإسرائيلي الفلسطيني ليست دينيَّة بل سياسية. وقال أيضاً إن حماس «لا توجد مشكلة مع اليهود الذين لم يهاجمونا». وأصبحت نغمة الصراع الإسرائيلي الفلسطيني كجزء من الصراع الأبدي بين المسلمين واليهود بموجب ميثاق حماس عقبة أمام الحركة لتكون قادرة على المشاركة في المنتديات الدبلوماسية التي تشمل الدول الغربية. تعرضت الحركة لضغوط لتحديث ميثاق التأسيس الصادر في عام 1988 والذي دعا إلى تدمير إسرائيل ودافع عن وسائل العنف لتحقيق دولة فلسطينية. وصرَّح ميثاق جديد صدر في مايو من عام 2014 بأنَّ المجموعة لا تسعى للحرب مع الشعب اليهودي ولكن فقط ضد الصهيونية والتي تتحمل مسئولية «احتلال فلسطين»، في حين وصفت إسرائيل بأنها «العدو الصهيوني». كما قبلت دولة فلسطين قبل عام 1967 باعتبارها دولة انتقالية ولكنها دعت أيضاً إلى «تحرير فلسطين كلها».
بالمقابل بحسب الأكاديمي إيستر ويبمان، فإن معاداة السامية ليست هي العقيدة الرئيسية لإيديولوجية حماس، على الرغم من أن الحديث اللاسامي متكرر وشديد في منشورات حماس. لا تميز المنشورات بشكل عام بين اليهود والصهاينة. في مطبوعات حماس الأخرى والمقابلات مع قادتها، تم إجراء محاولات لهذا التمايز. وفي عام 2009، التقى ممثلون عن الطائفة اليهودية الصغيرة ناطوري كارتا مع زعيم حماس إسماعيل هنية في غزة، والذي ذكر أنه لا يحمل أي شيء ضد اليهود ولكن ضد دولة إسرائيل فقط. وفي يناير من عام 2009، نشر وزير الصحة في غزة، باسم نعيم، خطاباً في صحيفة الجارديان، ينص على أن حماس ليس لديها خلاف مع الشعب اليهودي، ومشكلتها هي مع تصرفات إسرائيل.
كتبت أمل سعد غريب، وهي أستاذة شيعية وأستاذة مساعدة في الجامعة اللبنانية الأميركية، أن حزب الله ليس مناهضاً للصهيونية، ولكنه مناهض لليهود. ونقلت عن حسن نصر الله قوله: "إذا بحثنا في العالم كله عن شخص أكثر جبانة، وحقير، وضعيف واهتراء في النفس والعقل والأيديولوجيا والدين، لن نجد أحداً مثل اليهودي. لاحظ، لا أقول الإسرائيلي بل اليهودي". وفيما يتعلق بالموقف الرسمي الرسمي لحزب الله ككل، قالت إنه في حين أن حزب الله" يحاول إخفاء معاداة اليهودية لأسباب العلاقات العامة، "تكشف دراسة في لغة حزب الله المنطوقة والمكتوبة حقيقة أخرى". حيث تجادل بأن حزب الله "يعتقد أن اليهود، بسبب طبيعة اليهودية، يمتلكون عيوباً قاتلة في الشخصية". وقالت أمل سعد غريب أيضاً أنه في "قراءة حزب الله القرآنية للتاريخ اليهودي دفعت قادته إلى الاعتقاد بأن اللاهوت اليهودي شرير".
بالمقابل فإن حزب الله كقيادة تقول أنها مشكلتها مع إسرائيل لا اليهود، وأن القضاء على دولة إسرائيل هي أحد الأهداف الأساسية لحزب الله. تشير بعض الترجمات الصادرة عن بيان حزب الله الصادر عام 1985 باللغة العربية إلى أن «كفاحنا لن ينتهي إلا عندما يتم القضاء على هذا الكيان [إسرائيل]». وبحسب نائب الأمين العام لحزب الله، نعيم قاسم، فإن النضال ضد إسرائيل هو اعتقاد أساسي لحزب الله والأساس المنطقي لوجود حزب الله. ويقول المسؤولين عن حزب الله إن استمرار الأعمال العدائية ضد إسرائيل مبررة كمقابل للعمليات الإسرائيلية ضد لبنان والانتقام لاحتلال إسرائيل للأراضي اللبنانية.

### القرن الواحد والعشرين
فرنسا هي موطن أكبر عدد من المسلمين في أوروبا الغربية، مع حوالي 6 ملايين، وهي كذلك أكبر تجمع لليهود في القارة الأوروبية مع حوالي 600,000 شخض. وفي عام 2000 هاجم المسلمون المعابد رداً على الأضرار التي لحقت بإخوانهم المسلمين في الأراضي الفلسطينية خلال الانتفاضة الثانية. أدى ذلك إلى احتجاج العديد من اليهود، وأعلن عن هذه الأفعال أنها من ضمن «معاداة السامية الإسلامية». وبحلول عام 2007 كانت الهجمات أقل حدة بكثير، ومع ذلك، خلال الحرب على غزة 2008–2009، ازدادت التوترات بين الطائفتين، وكانت هناك عدة عشرات من حالات العنف المبلغ عنها مثل الحرق والإعتداء. واشتكى زعماء يهود فرنسيون من «انتشار نوع من معاداة السامية في المجتمع المسلم» في حين رد الزعماء المسلمون بأن القضايا «سياسيَّة وليست دينيَّة» وأن الغضب الإسلامي «ليس ضد اليهود، بل ضد إسرائيل».
في 28 يوليو من عام 2006، حدث إطلاق النار في مبنى الاتحاد اليهودي عندما أطلق نافيد أفضال حق النار على ست نساء في سياتل الكبرى في حي بيلتاون. وصرخ «أنا مسلم أمريكي، أنا غاضب من إسرائيل» قبل أن يبدأ إطلاق النار. وصنفت الشرطة إطلاق النار على أنه جريمة كراهية على أساس ما قاله حق خلال مكالمة 9-1-1. وفي عام 2012، دعا مفتي القدس في السلطة الفلسطينية، محمد أحمد حسين، نقلاً عن أحاديث نبوية، إلى قتل جميع اليهود. وفي مصر نشرت دار الفضيلة ترجمة لمقولة هنري فورد اللاسامية، «اليهودي الدولي»، كاملة بصور معادية للسامية واضحة على الغلاف.
في عام 2014 نشرت رابطة مكافحة التشهير مسحًا عالميًا للمواقف المعادية للسامية في جميع أنحاء العالم، وأفادت أنه في الشرق الأوسط وافق 74% من البالغين على غالبية المعتقدات المعادية للسامية في الإستطلاع، بما في ذلك أن "اليهود لديهم الكثير من القوة في الأسواق المالية الدولية "وأن اليهود مسؤولون عن معظم حروب العالم".

#### المنهج الدراسي السعودي
كشفت دراسة أجريت في مايو من عام 2006 عن المنهج الدراسي المنقّح في المملكة العربية السعودية وأن كتب الصف الثامن شملت العبارات التالية:
| « | إنهم شعب السبت، حيث حول الله شعبهم الجديد إلى قردة، وحول شعبهم القديم إلى خنازير لمعاقبتهم. كما ورد في ابن عباس: القرود هم اليهود، حماة السبت. بينما الخنازير هم الكفار المسيحيون في الشرك في عيسى. | » |

| « | عوقب بعض الناس من أهل السبت بتحويلهم إلى قرد وخنازير. بعضهم صنع لعبادة الشيطان، وليس الله، من خلال التكريس والتضحية والصلاة والنداءات للحصول على المساعدة، وغيرها من أنواع العبادة. بعض اليهود يعبدون الشيطان. وبالمثل، فإن بعض أعضاء هذه الأمة يعبدون الشيطان، وليس الله. | » |

تعلم الكتب المدرسية السعودية لتلاميذ الصف التاسع أن «القضاء على الشعب اليهودي أمر حتمي». وأصدر رؤساء دور النشر الأمريكية بياناً يطلب من الحكومة السعودية حذف العبارات التي تحض على «الكراهية».

#### تعليقات معادية للسامية من قبل قادة وعلماء دين مسلمين
أدت إقامة دولة إسرائيل في فلسطين إلى تزايد المشاعر المعادية لليهود بشكل عام في الدول العربية والإسلامية. حيث قام كبار رجال الدين المسلمين مثل يوسف القرضاوي وعبد الرحمن السديس بوصف اليهود ب«أحفاد القردة والخنازير». وعلى الرغم من ذلك يقول الشيخ يوسف القرضاوي: «إن الصراع بيننا وبين اليهود صراع على الأرض وليس من أجل يهوديتهم، فهم أهل كتاب إجمالاً». حيث يتشارك المسلمين واليهود في إيمانهم بنبوة موسى وغيره ممن وردوا في التوراة، وبحادثة خروج بني إسرائيل من مصر وشق البحر الأحمر، وكذلك في قدسيّة بعض الأماكن مثل مدينة القدس والحرم الإبراهيمي وحائط البراق الذي تُسميه اليهود «حائط المبكى».

#### جهود المصالحة

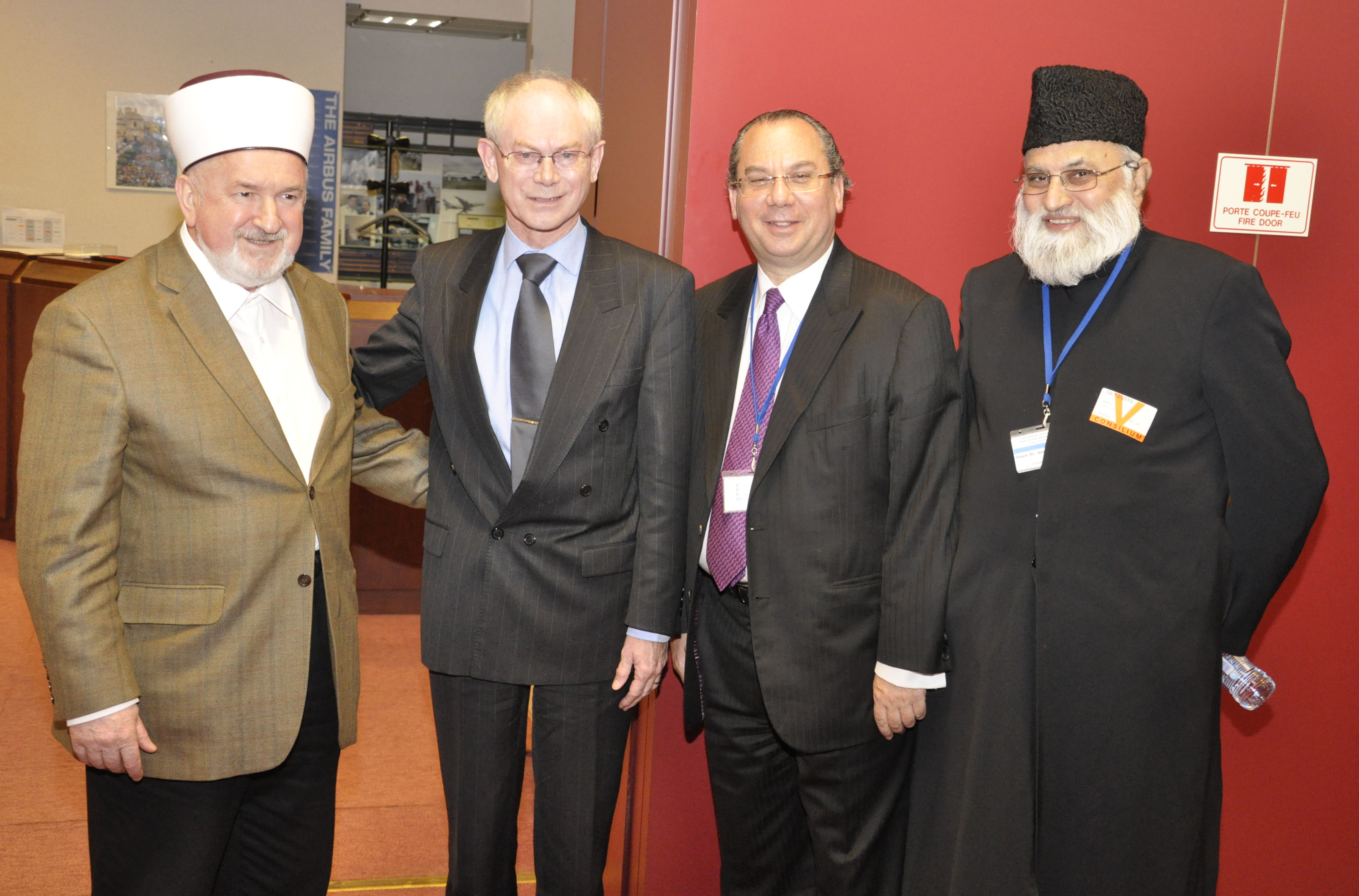
اجتماع حول التعايش المشترك الديني لشيوخ وحاخامات الأقليتين الإسلامية واليهودية بأوروبا برفقة رئيس المجلس الأوروبي هيرمان فان رومبوي عام 2010.

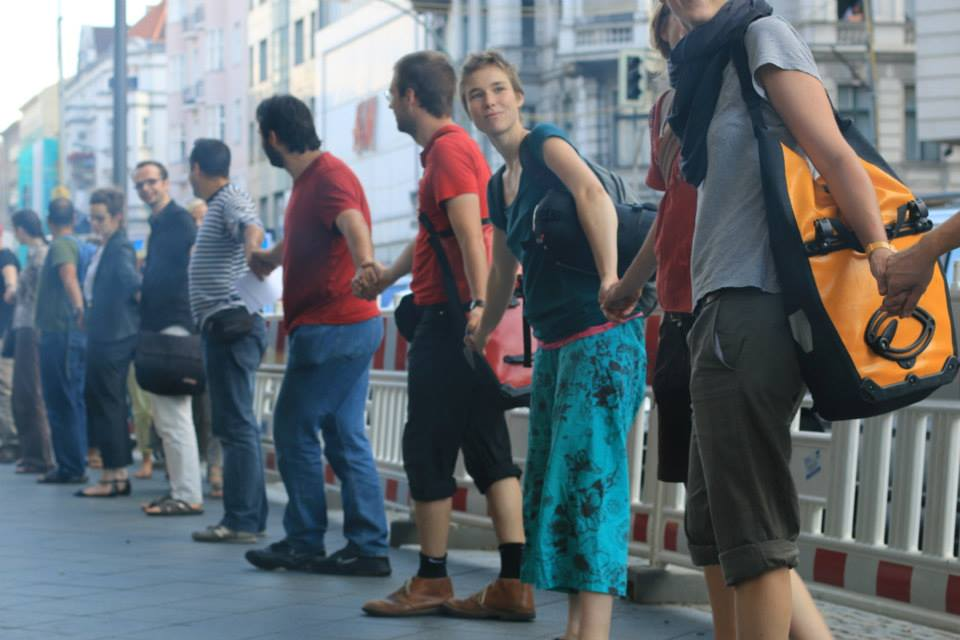
سلسة بشرية من اليهود والمسلمين في مظاهرة ضد معاداة السامية ومعادة الإسلام في برلين.

بذلت بعض الجماعات الإسلامية والأفراد المسلمين في الدول الإسلامية والغربية جهودًا للتصالح مع المجتمع اليهودي من خلال الحوار ومعارضة معاداة السامية. على سبيل المثال، في بريطانيا هناك مجموعة المسلمين ضد معاداة السامية وكان عالِم الدراسات الإسلامية طارق رمضان صريحًا ضد معاداة السامية، حيث قال: «يجب على المسلمين أن يتخذوا موقفاً واضحًا باسم إيمانهم وضميرهم حتى لا يسيطر مناخ خبيث في الدول الغربية. لا شيء في الإسلام يمكن أن يضفي شرعية على كره الأجانب أو رفض الإنسان بسبب عقيدته الدينية أو عرقه، ويجب على المرء أن يقول بشكل لا لبس فيه، وبقوة أنَّ معاداة السامية غير مقبولة ولا يمكن الدفاع عنها». وصرَّح محمد خاتمي، الرئيس السابق لإيران، بأن اللاسامية هي «ظواهر غربية»، وليس لها سوابق في الإسلام وذكر بأن المسلمين واليهود عاشوا في وئام في الماضي. ذكرت صحيفة إيرانية أن أحداث الكراهية والعداء موجودة في التاريخ، لكنهم أقروا بأنه يجب على المرء أن يميز اليهود عن الصهاينة. وتأسست مبادرة السلام - شالوم في ديسمبر من عام 2013 من قبل اليهود والمسلمين في برلين. والتي تنادي من أجل التعايش السلمي والتضامن، وتعزز هذه الأهداف من خلال تنفيذ مختلف المشاريع التي ترفع الوعي لمحاربة معاداة السامية ومعاداة الإسلام.
في أمريكا الشمالية، ندد مجلس العلاقات الأمريكية الإسلامية ضد بعض أعمال العنف اللاسامية، مثل إطلاق النار على يهود العاصمة في سياتل عام 2006. ووفقا لرابطة مكافحة التشهير، كان مجلس العلاقات الأمريكية الإسلامية مرتبطًا أيضًا بمنظمات معادية للسامية مثل حماس وحزب الله.
وأصدر المفتي السعودي الشيخ عبد العزيز بن باز قرار الفتوى القائل بأن التفاوض على السلام مع إسرائيل مسموح به، كما هو الحال بالنسبة إلى القدس من قبل المسلمين. وقال على وجه التحديد:
| « | جعل النبي سلامًا مطلقًا مع يهود المدينة عندما ذهب إلى هناك كمهاجر. هذا لا ينطوي على أي حب لهم أو اللطف معهم. لكن النبي تعامل معهم، وقام بالشراء منهم، والتحدث معهم، داعيا إياهم إلى الله والإسلام. عندما مات، رُسِعَت درعه إلى يهودي، لأنه رهنها لشراء الطعام لعائلته. يعتبر مارتن كريمر أنه "تأييد صريح للعلاقات الطبيعية مع اليهود". | » |

وكذلك الأمر في الصراع العربي الإسرائيلي، يقول الشيخ يوسف القرضاوي: 
| « | إن الصراع بيننا وبين اليهود صراع على الأرض وليس من أجل يهوديتهم، فهم أهل كتاب إجمالاً | » |

.
وكان من جهود التوعية المبادرة التي طرحتها كل من السعودية إسبانيا والنمسا بإنشائهم منظمة مركز الملك عبدالله بن عبدالعزيز العالمي للحوار بين أتباع الأديان والثقافات (كايسيد) ومقرها فيينا والهادفة لدفع مسيرة الحوار والتفاهم بين أتباع الأديان والثقافات المتعددة وأحد أبرز القيادات الدينية المشاركة في المبادرة من الجانب الإسلامي شيخ الإسلام الله شكر باشازاده ومن الجانب اليهودي الحاخام ديفيد روزن.

#### اتجاهات

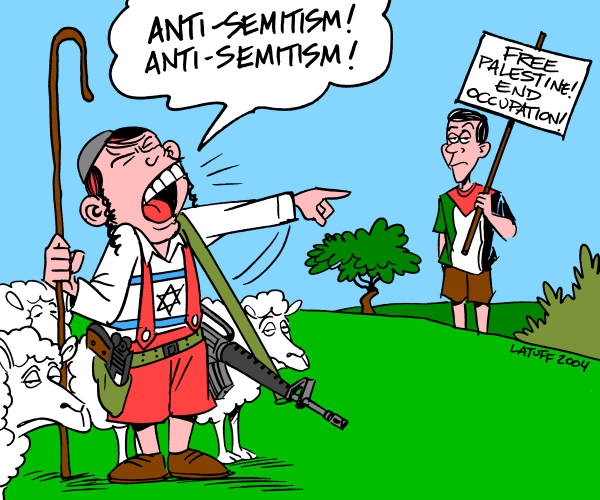
رسم كاريكتوري ساخر بقلم الفنان البرازيلي كارلوس لطوف بعنوان «الراعي الكذَّاب» حول اعتبار الحكومة الإسرائيلية لمطالبات الفلسطينيين بالحرية بأنها معاداة سامية في إشارة إلى قصة الفتى الذي ادعى وجود ذئب

وفقاً لنورمان ستيلمان، ازدادت معاداة السامية في العالم الإسلامي بشكل كبير لأكثر من عقدين من الزمن بعد عام 1948 لكنها «بلغت ذروتها في عقد 1970، وانخفضت إلى حد ما مع تطور عملية التقارب البطيئة بين العالم العربي ودولة إسرائيل في عقد 1980 وعقد 1990». ويؤمن يوهانس ج. يانسن بأن معاداة السامية لن يكون لها مستقبل في العالم العربي على المدى الطويل. وفي رأيه، مثل غيرها من الواردات من العالم الغربي، لا تستطيع اللاسامية أن تثبت نفسها في الحياة الخاصة للمسلمين. وفي عام 2004 قال خليل محمد: «لقد أصبحت معاداة السامية مبدأً راسخًا في علم اللاهوت المسلم، والذي يتم تعليمه لحوالي 95% من أتباع الديانة في العالم الإسلامي»، إلا أن هذا الإدعاء رفضه الزعماء المسلمون على الفور على أنه زائف وعنصري، واتهموا محمد بأنه يدمر الجهود في بناء العلاقات بين اليهود والمسلمين. وفي عام 2010، حرر موشيه ماعوز، الأستاذ الفخري للدراسات الإسلامية والشرق أوسطية في الجامعة العبرية، كتابًا يشكك في المفهوم الشائع أن الإسلام هو معاد للسامية أو معادٍ لإسرائيل، ويؤكد أن معظم الأنظمة العربية ومعظم رجال الدين المسلمين البارزين يتمتعون ببراغماتية في الموقف تجاه إسرائيل. على الجانب الآخر، وفقًا للأستاذ روبرت فيستش، مدير مركز فيدال ساسون الدولي لدراسة معاداة السامية، فإن الدعوات إلى «تدمير إسرائيل» من قبل إيران أو حماس أو حزب الله أو الجهاد الإسلامي أو الإخوان المسلمين، تمثل أسلوبًا معاصرًا لمعاداة السامية.
وفقاً لدراسة مركز بيو للأبحاث الذي صدر في عام 2005، فإن نسبة عالية من سكان ست دول ذات غالبية مسلمة لديهم آراء سلبية تجاه اليهود. وبحسب الإستبيان قال 60% من الأتراك، 74% من الباكستانيين، 76% من الإندونيسيين، 88% من المغاربة، 99% من المسلمين اللبنانيين وحوالي 100% من الأردنيين أنه لهم آراء سلبية «إلى حد ما» أو «سلبية للغاية» بالنسبة لليهود. وبحسب دراسة قام بها رابطة مكافحة التشهير عام 2014 وجدت أن 48% من المسلمين في العالم يملكون معتقدات معادية للسامية، بالمقارنة مع 24% من المسيحيين وحوالي 21% من اللادينيين. ووجدت الدراسة أن المسلمين الذين يعيشون خارج منطقة الشرق الأوسط وشمال أفريقيا، معادين للسامية بأقل بكثير من مسلمي الشرق الأوسط وشمال أفريقيا (74%). حيث كان المسلمون في أفريقيا جنوب الصحراء يملكون معتقدات معادية للسامية أقل بكثير المعدل الدولي، مع 18% فقط يملكون معتقدات معادية للسامية. بالمقارنة مع 29% من المسلمين في أوروبا الغربية. يشير تقرير عام 2017 من قبل مركز جامعة أوسلو لأبحاث التطرف إلى أن «الأفراد من خلفية مسلمة يبرزون بين مرتكبي أعمال العنف المعادية للسامية في أوروبا الغربية».

## معاداة السامية بين المسلمين في أوروبا

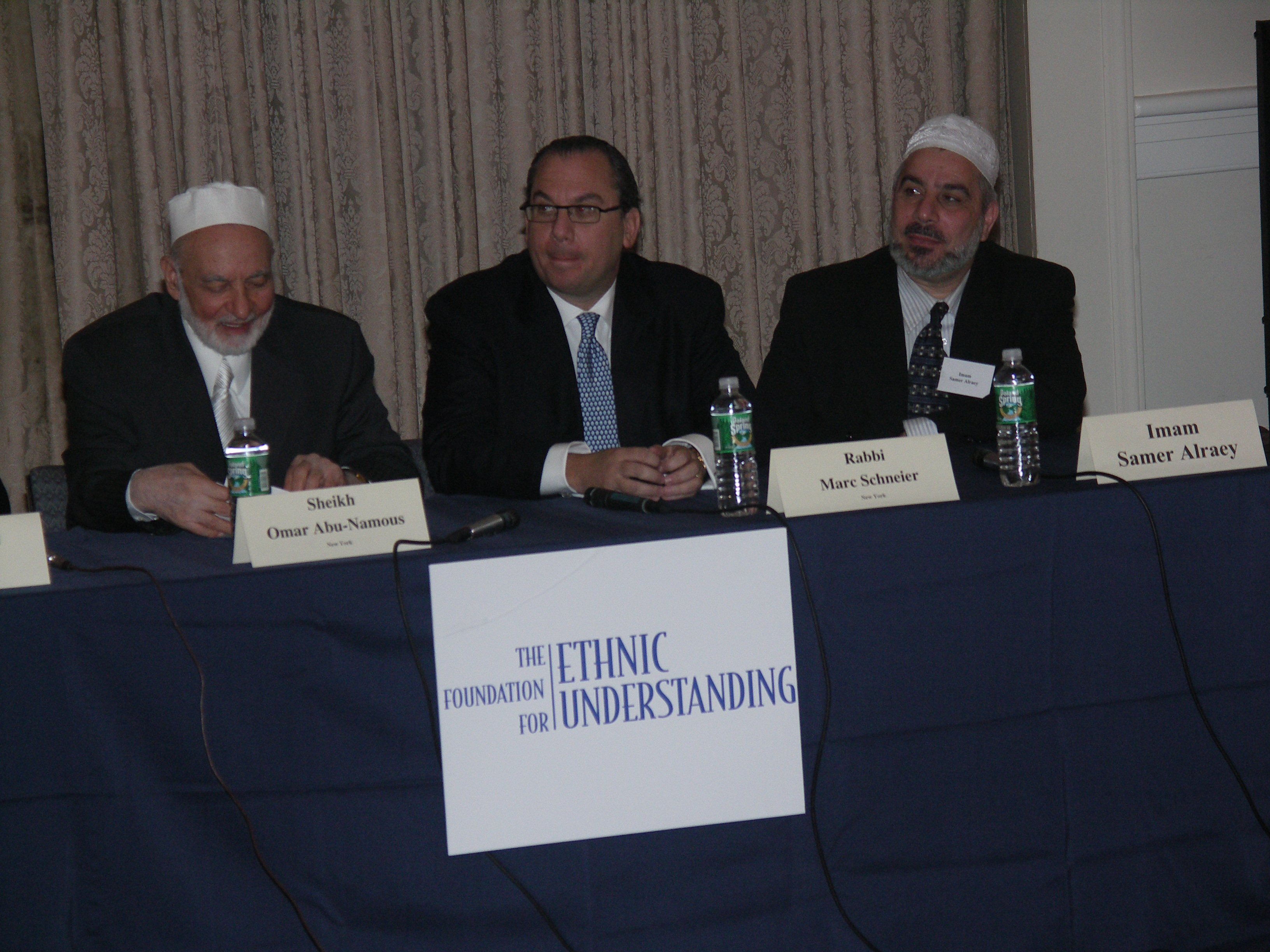
اجتماع حول التعايش المشترك الديني لشيوخ مسلمين وحاخام يهودي عام 2007.

أدى فشل استيعاب مجتمعات المهاجرين المسلمين في أوروبا إلى جانب المشاكل الاقتصادية والاجتماعية وانتشار الأفكار الأصولية بين الشباب المسلم في أوروبا إلى التطرف داخل المجتمعات الإسلامية وخاصةً بين الشباب. هذا، إلى جانب تصاعد الصراع الإسرائيلي الفلسطيني وفشل عملية أوسلو للسلام، حيث أصبح اليهود في أوروبا ينظر إليهم أكثر فأكثر كمروجين ومفضلين للأفكار المؤيدة لإسرائيل. وهكذا، فإن الخط الموجود بين معاداة السامية ومناهضة الصهيونية أصبح غير واضح في بعض الأحيان.
أظهر عدد من الدراسات التي أجريت بين الشباب المسلم في مختلف بلدان أوروبا الغربية أن الأطفال المسلمين لديهم أفكار معادية للسامية أكثر بكثير من الأطفال المسيحيين، في عام 2011 نشر مارك إلكارديوس وهو عالم اجتماع بلجيكي، تقريراً عن المدارس الابتدائية الناطقة باللغة الهولندية في بروكسل. ووجد أن حوالي 50% من الطلاب المسلمين في الصف الثاني والثالث يمكن اعتبارهم معاديين للسامية مقابل 10% من الطلاب غير المسلمين. وفي العام نفسه، نشر أنثر جيكلي نتائج مكونة من 117 مقابلة أجراها مع الشباب الذكور المسلمين (متوسط أعمارهم 19 سنة) في برلين وباريس ولندن. وعبرّ غالبية من تم مقابلتهم عن مشاعر معادية للسامية قوية. وعبر البعض منهم عنها بشكل صريح وغالبًا عنيفًا. كان عدد كبير من الهجمات المعادية للسامية العنيفة في أوروبا قد قام بها مسلمون، منها حادثة قتل 4 يهود في تولوز في عام 2012 من قبل محمد مراح، وفي هجوم عام 1982 على مطعم غولدنبرغ اليهودي في باريس والذي نفذه أشخاص من أصول عربية، وخطف وقتل المواطن الفرنسي إيلان حليمي في عام 2006 من قبل عصابة إسلامية وأعمال الشغب المعادية للسامية في النرويج في عام 2009 هي أمثلة لهذه الظاهرة. كانت أوروبا الشرقية أقل تأثراً من ظهور معاداة السامية الإسلامية. ومع ذلك، شهدت بعض المناطق والبلدان مثل القوقاز، زيادة في اللاسامية مثل محاولة اغتيال معلم يهودي في باكو في عام 2012.

### هولندا
في هولندا، يتم الإبلاغ عن حوادث معادية للسامية، من الإساءة اللفظية إلى العنف الجسدي، زُعم أنها مرتبطة بالشباب الإسلامي، ومعظمهم من الذكور من أصل مغربي. ولقد تم تبني عبارة شعبية خلال مباريات كرة القدم ضد ما يسمى أياكس أمستردام المحسوب على اليهودية من قبل الشباب المسلم، وكثيراً ما سمع في المظاهرات المؤيدة للفلسطينيين: «حماس، حماس، اليهود إلى الغاز!» ووفقاً لمركز المعلومات والتوثيق حول إسرائيل، وهي جماعة ضغط مؤيدة لإسرائيل في هولندا، في عام 2009، قيل أن عدد الحوادث المعادية للسامية في أمستردام، المدينة التي تضم معظم اليهود الهولنديين تضاعفت مقارنةً بعام 2008. وفي عام 2010، قال رافييل إيفرز وهو حاخام أرثوذكسي في أمستردام، لصحيفة أفتنبوستين النرويجية إن اليهود لم يعد بإمكانهم أن يصبحوا آمنين في المدينة بسبب خطر الاعتداءات العنيفة حيث قال «لم يعد اليهود يشعرون بأنهم في منازلهم في المدينة. كثيرون يفكرون في الهجرة إلى إسرائيل». في مارس 2015، أفيد بأن مدرسة هولندية لم تعد تدرس حول الهولوكوست بسبب العدد الكبير من الطلاب المسلمين الذين رفضوا تدريس هذا الموضوع. وفي مناقشة مائدة مستديرة مع معلمين ومعلمين آخرين عقدها حزب كريستيان يونشن، صرح آري سلوب ، الزعيم البرلماني للحزب المسيحي الهولندي، بأن الناجين من المحرقة لم يعد يطلب منهم التحدث في العديد من المدارس الهولندية ، في حين أضاف «أنا مرتعب من هذا. من غير المقبول أن تتزايد معاداة السامية في هولندا بعد مرور 70 عاما على المحرقة». ويذكر وسام فريحاني وهو أستاذ الدراسات الاجتماعية: «يقول المعلم اليهود، ويقول التلاميذ غزة. يقول المعلم الهولوكوست، يقول التلاميذ يقولون أن كل هذا هراء ...».

### بلجيكا
تم تسجيل أكثر من مائة هجوم معادي للسامية في بلجيكا في عام 2009. كانت هذه زيادة بنسبة 100% عن العام السابق. وكان الجناة في العادة من الشباب من أصول مهاجرة من الشرق الأوسط. في عام 2009، شهدت مدينة أنتويرب البلجيكية، والتي يُشار إليها غالبًا باسم «الشتتل» الأخير لأوروبا، تصاعدًا في أعمال العنف اللاسامية. ونقلت صحيفة أفتنبوستن في عام 2010 عن بلويم إيفرز-إمدن، أحد سكان أمستردام وأحد الناجين من أوشفيتز: «إن معاداة السامية الآن أسوأ من ذي قبل المحرقة. أصبحت اللاسامية أكثر عنفاً. والآن هم يهددون بقتلنا».

### فرنسا

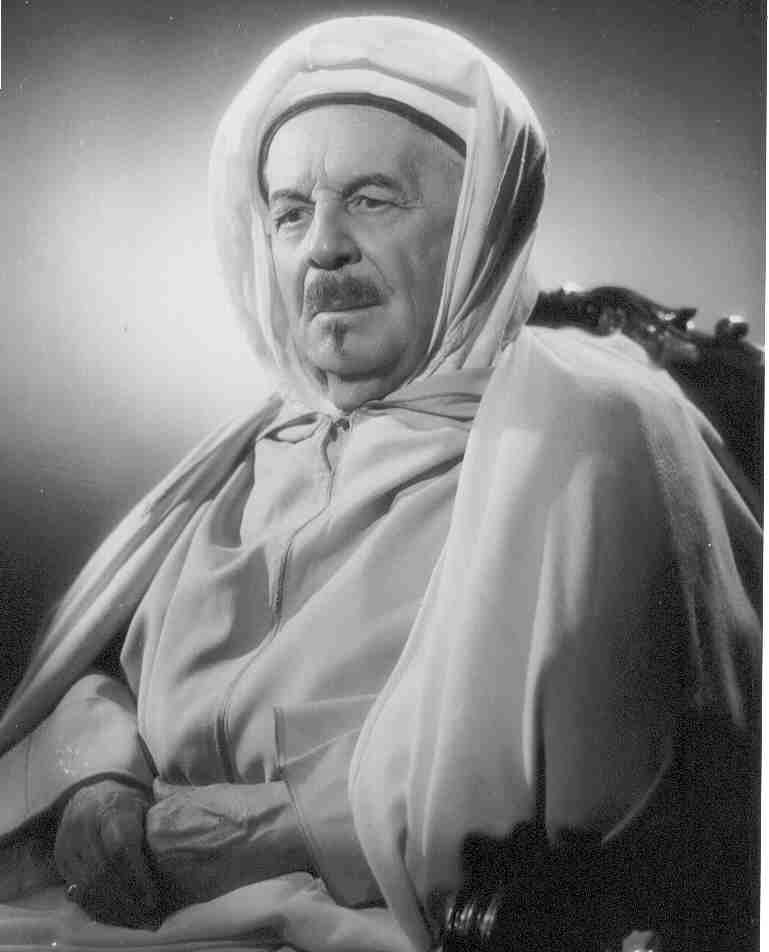
سي قدور بن غبريط إمام مسجد باريس الكبير، خلال الحرب العالمية الثانية، أنقذ الإمام مائة يهودي، من خلال منحهم شهادات الهوية مسلمة، مما سمح لهم تجنب الاعتقال والترحيل.

وفقا لرئيس الوزراء الفرنسي مانويل فالس، "لدينا معاداة السامية القديمة ... التي تأتي من اليمين المتطرف، لكن معاداة السامية الجديدة تأتي من الأحياء الفقيرة، ومن المهاجرين من الشرق الأوسط وشمال أفريقيا. وفقاً للباحثة ميليسا هاريس بيري فإن أكثر أعمال اللاسامية شراسة إرتكبها مسلمون من أصل عربي أو أفريقي. بالمقابل وفقا لاستطلاع عام 2006 الذي أجراه مشروع بيو جلوبال اوفيسز كان لدى حوالي 71% من المسلمين الفرنسيين آراء إيجابية عن اليهود، وهي أعلى نسبة بين المسلمين في العالم.
ورسم المؤرخ البريطاني مود س. ماندل تحقيقاتها مع اليهود والمسلمين في فرنسا: تاريخ الصراع (2014) حول العلاقات التاريخية بين شعوب شمال أفريقيا. وحيث تعزو جذور معاداة السامية الإسلامية بين الجيل الثاني من المهاجرين في فرنسا إلى العلاقات بين الطوائف السابقة بين شعوب الجزائر وتونس والمغرب. ومسار نهاية الإستعمار في شمال أفريقيا؛ والأحداث في الصراع العربي الإسرائيلي المستمر. وبحسب علماء اجتماعيون مثل نونا ماير ولوران موتشيلي وآخرون فإن الآراء المعادية للسامية قد تدهورت في فرنسا منذ نهاية الحرب العالمية الثانية، وأن الأشكال الأخرى للعنصرية كانت أكثر انتشارًا من اللاسامية. بالمقابل انتقد أعضاء المجتمع اليهودي الفرنسي هذا الاستنتاج. مع بداية القرن الحادي والعشرين ارتفعت معاداة السامية في فرنسا بحدة خلال اضطرابات الانتفاضة الثانية، كما حدث في الدول الأوروبية الأخرى. بالإضافة إلى ذلك، بدأت نسبة كبيرة من الجيل الثاني من المهاجرين المسلمين في فرنسا بالتماهي مع القضية الفلسطينية، إلى جانب تماهي البعض أيضًا مع الإسلام المتطرف. في أوائل العقد الأول من القرن الحالي، صاحب النقاش النقدي حول طبيعة اللاسامية في فرنسا إدانتها في ما يتعلق بالوضع في الشرق الأوسط والإسلام. استقر العديد من العرب من الطبقة العاملة واليهود السفارديم في مدن جنوب فرنسا، وفي العديد من هذه المجتمعات، مثل نيس ومرسيليا، عاش المهاجرون العرب واليهود من دول شمال أفريقيا في مجتمعات مختلطة حيث بدأوا في خلق حياة جديدة في فرنسا. وعمل العديد من يهود شمال أفريقيا مع المهاجرين العرب لمحاربة العنصرية في فرنسا، ودعم قضايا تقدمية أخرى. يذكر أن إمام المسجد الكبير في باريس قدور بن غبريط، قام إلى جانب العديد من أعضاء المجتمع المسلم بحماية اليهود من الترحيل خلال المحرقة. وخلال الحرب العالمية الثانية آوى المسجد حوالي 1,600 من اليهود الفارين من النازيين، وقدم الحماية لهم.
في عام 2004 شهدت فرنسا مستويات متزايدة من التوترات الطائفية بين اليهود والمسلمين، بسبب الأحداث في الصراع العربي الإسرائيلي، وحدثت هجمات على دور عبادة ومقابر المسلمين واليهود بشكل متبادل. ونشر تقرير لـ European anti-racism watchdog قال أن التزايد في الهجمات المعادية للسامية في أوروبا يعود أولا إلى الشباب البيض الأوروبيين «الساخطين» ثم الشباب المسلمين الآسيويين أو من شمال أفريقيا. في عام 2006، سجلت مستويات مرتفعة من معاداة السامية في المدارس الفرنسية. وتشير تقارير إلى توترات طائفية ودينية بين أطفال المهاجرين المسلمين والتي تعود أصولهم إلى شمال أفريقيا والأطفال اليهود والتي تعود أصولهم إلى شمال أفريقيا. وصلت ذروتها عندما تعرض إلان حليمي للتعذيب حتى الموت من قبل ما يسمى ب «عصابة البربريين»، بقيادة يوسف فوفانا. وفي عام 2007 قدم أكثر من 7,000 عضو من المجتمع اليهودي التماساً للجوء في الولايات المتحدة، مستشهدين بمعاداة السامية في فرنسا.
بين عام 2001 وعام 2005 قام حوالي 12,000 يهودي فرنسي بالهجرة إلى إسرائيل. وذكر العديد من المهاجرين أن اللاسامية والزيادة في عدد السكان العرب هي أسباب المغادرة. وفي مراسم ترحيب لليهود الفرنسيين في صيف 2004، أثار رئيس الوزراء الإسرائيلي أرييل شارون جدلاً عندما نصح جميع اليهود الفرنسيين «بالتحرك فوراً» لإسرائيل والهروب مما صاغه «أشد معاداة السامية» في فرنسا. وفي النصف الأول من عام 2009، حدث ما يقدر بنحو 631 من أعمال معاداة السامية في فرنسا، أكثر من عام 2008 بأكمله. وفي حديثه إلى المؤتمر اليهودي العالمي في ديسمبر من عام 2009، وصف وزير الداخلية الفرنسي هورتيفو أعمال اللاسامية بأنها «سم جمهوريتنا». كما أعلن أنه سيعين منسقاً خاصاً لمكافحة العنصرية ومعاداة السامية. وارتبط ارتفاع معاداة السامية في فرنسا الحديثة بالنزاع الإسرائيلي الفلسطيني المكثف.
منذ حرب غزة في عام 2009 حصل انخفاض في معاداة السامية. وخص تقرير أعده منتدى التنسيق لمكافحة معاداة السامية فرنسا على وجه الخصوص بين الدول الغربية بسبب معاداة السامية. وبين بداية الهجوم الإسرائيلي على غزة في أواخر ديسمبر ونهاية ذلك في يناير، تم تسجيل ما يقدر ب 100 فعل معادي للسامية في فرنسا. هذا مقارنة مع ما مجموعه 250 من أعمال اللاسامية في عام 2007 بأكمله.
في عام 2012، قتل محمد مراح أربعة يهود، بينهم ثلاثة أطفال، في مدرسة أوزار هتوراه اليهودية في تولوز. محمد مراح هو فرنسي جزائري مسلم وكان مجرم سابق. واعترف بدوافع معادية للسامية، وقال إنه هاجم مدرسة يهودية انتقاما لأطفال فلسطين، مشيرا إلى «إن اليهود يقتلون إخواننا وأخواتنا في فلسطين». وبعد وقت قصير من الهجوم على صحيفة شارلي إبدو في عام 2015، قتل أميدي كوليبالي أربعة من المواطنين اليهود في سوبر ماركت كوشر في باريس واحتجز خمسة عشر شخصًا كرهائن في حصار بورت فونسين. ورداً على هذه الهجمات البارزة، ازدادت الهجرة اليهودية إلى إسرائيل من فرنسا بنسبة 20% وإلى 5,100 في السنة، بين عام 2014 وعام 2015.

### ألمانيا
في عام 1998 أشار زعيم الطائفة اليهودية الألمانية ، إلى «القومية الفكرية المنتشرة» جعلته يخشى من إحياء معاداة السامية الألمانية. ويشير آخرون إلى تزايد عدد المسلمين في ألمانيا من الأتراك الذين بدأوا في الوصول في عقد 1950، والموجة الكبيرة من المهاجرين من الدول الإسلامية الذين وصلوا خلال أزمة المهاجرين الأوروبية التي بدأت في عام2015 زادت من موجات معاداة السامية. وجدت الإحصاءات الحكومية أن الهجمات المعادية للسامية تكون بنسبة 93% من قبل اليمينيين المتطرفين، بينما الجرائم المعادية للسامية من قبل المسلمين قليلة، بينما على الجانب الآخر، وفقا لدراسة من قبل مجموعة ضد معاداة السامية فإن نسبة مشاركة المسلمين في الهجمات المعادية للسامية عالية. بالمقابل وجدت دراسة أن معظم الشباب المسلم المولود في ألمانيا وأطفال المهاجرين لديهم وجهات نظر لاسامية، ووفقاً لدراسة أجرتها مجموعة الخبراء المستقلة المعادية للسامية في أبريل من عام 2017، فإن 62% من مجمل الإهانات المعادية للسامية وحوالي 81% من مجمل الاعتداءات الجسدية ضد يهود إرتكبها مسلمون. وجدت دراسة أجريت عام 2017 عن المنظورات اليهودية حول معاداة السامية في ألمانيا من قبل جامعة بيليفيلد أن الأفراد والمجموعات المنتمين إلى اليمين المتطرف واليسار المتطرف كانوا ممثلين بشكل متساوٍ كمرتكبين للمضايقات والاعتداءات اللاسامية، بينما ارتكب مسلمون في ألمانيا جزءًا كبيرًا من الهجمات. ووجدت الدراسة أيضا أن 70% من المشاركين يخشون ارتفاع نسبة اللاسامية بسبب الهجرة مشيرة إلى وجود معادية للسامية بين اللاجئين. وفي ملخصه لعام 2017، خلص المكتب الاتحادي لحماية الدستور إلى أن الخطاب المعادي للسامية الذي تنتشره المنظمات الإسلامية يشكل تحديًا كبيرًا لمجتمع سلمي ومتسامح.

### السويد
العديد من المعلقين يعتبرون معاداة السامية المعاصرة في السويد على أنها نتاج هجرة جماعية للمسلمين الذين جلبوا المواقف المعادية لليهود من بلادهم الأصلية إلى السويد. وقدرت دراسة حكومية عام 2006 أن 5% من إجمالي السكان البالغين في السويد وحوالي 39% من المسلمين البالغين في السويد «يتمتعون بآراء معادية للسامية منتظمة». ووصف رئيس الوزراء السابق غوران بيرسون هذه النتائج بأنها «مفاجئة ومرعبة». إلا أن حاخام الجالية اليهودية الأرثوذكسية في ستوكهولم، مئير هوردن قال: «ليس صحيحًا القول إن السويديين معادون للسامية. بعضهم معادٍ لإسرائيل لأنهم يدعمون الجانب الضعيف، والذي يرون أنه الفلسطينيون». وفقاً لمركز منتدى التنسيق لمكافحة اللاسامية، فإن معاداة السامية في السويد تركز على الصراع الإسرائيلي الفلسطيني. في عام 2010، تلقت اللاسامية المزعومة بين المسلمين في مالمو اهتمام وسائل الإعلام بعد مقابلة مثيرة للجدل مع رئيس بلدية المدينة آنذاك، الميل ريبالو. في مارس من العام نفسه، قال فريدريك سيرادزك من الجالية اليهودية في مالمو لصحيفة دي برس، إن اليهود يتعرضون «للمضايقة والاعتداء الجسدي» من قبل «أناس من خلفية شرق أوسطية»، وأضاف أن عددًا قليلاً فقط من المسلمون في مالمو البالغ عددهم 90 ألف «يُظهرون كراهية اليهود».

### النرويج
في عام 2010 كشفت هيئة الإذاعة النرويجية بعد عام واحد من الأبحاث، أن معاداة السامية كانت شائعة بين المسلمين النرويجيين. وكشف المعلمون في المدارس التي تضم عددًا كبيرًا من المسلمين أن الطلاب المسلمين غالباً ما «يمدحون أو يعجبون بأدولف هتلر بسبب قتله لليهود»، وأن «الكراهية ضد اليهود مشروعة داخل مجموعات واسعة من الطلاب المسلمين»، و«يضحك المسلمون أو يأمرون [المعلمين] للتوقف عند محاولة التثقيف حول الهولوكوست». بالإضافة إلى أنه «في حين أن بعض الطلاب قد يحتجون عندما يعبر البعض عن دعمهم للإرهاب، لا يوجد أي شيء عندما يعبر الطلاب عن كرههم لليهود» وأنه يقول في «القرآن أنك ستقتل اليهود، فكل المسلمين الحقيقيين يكرهون اليهود». وقيل إن معظم هؤلاء الطلاب ولدوا ونشأوا في النرويج. وقال والد يهودي أيضًا إن طفلاً بعد المدرسة قد تم أخذه من قبل غوغاء مسلمين (على الرغم من أنه تمكن من الهرب)، وقال أنه «تم أخذه إلى الغابة وشنق لأنه كان يهوديًا».

### المملكة المتحدة
وفقًا للصحفي المسلم البريطاني مهدي حسن «لا يتم التسامح مع معاداة السامية في بعض أقسام المجتمع البريطاني المسلم فحسب، بل هو أمر عادي ومألوف». وأظهر استطلاع أجري عام 2016 لحوالي 4,446 من البريطانيين البالغين، من تقرير بعنوان معاداة السامية في بريطانيا العظمى المعاصرة، أجراه معهد أبحاث السياسة اليهودية ومقره لندن، أن انتشار الآراء المعادية للسامية بين المسلمين كان أعلى مرتين إلى أربع مرات بالمقارنة مع غير المسلمين. ووجد التقرير أن 55% من المسلمين البريطانيين كانوا يحملون وجهة نظر واحدة معادية للسامية على الأقل، وأنه «يبدو أن هناك بعض العلاقة بين مستويات التدين للسكان المسلمين ومعاداة السامية». وبحسب المعهد الذي أقام التقرير قال أنه يريد تعزيز «وجهة نظر مرنة»، مما يميز بين الأشخاص الذين يتضح أنهم معادون للسامية، والأفكار التي يعتبرها اليهود معادية للسامية. وبحسب التقرير كان هناك ارتباط بين معاداة إسرائيل ومعاداة السامية، حيث أن الأغلبية من البريطانيين من لم يكن لهم رأي سلبي عن إسرائيل لم يكن لهم رأي معادي للسامية، والعكس صحيح.
البعض داخل المجتمع البريطاني المسلم، وخاصةً العناصر الإسلامية، هم من المساهمين البارزين في معاداة السامية المعاصرة في المملكة المتحدة، علماً أن الجذور الأساسية معقدة وهي مزيج من المواقف التاريخية، والتوترات الداخلية والسياسية، والصراع الإسرائيلي الفلسطيني، وعولمة الصراع في الشرق الأوسط. وفقا لتقرير جامعة أوسلو، يتم تمثيل الجناة المسلمين بشكل غير متناسب مع نسبتهم السكانية في تقارير الحوادث المعادية للسامية، وتظهر الأرقام المجمعة من تقارير أمانة الأمن المجتمعي أن 45% من الجناة كانوا ليسوا من البيض، وبحسب استطلاع أجرته وكالة الاتحاد الأوروبي للحقوق الأساسية، فإن الضحايا في الغالب يعتبرون الجناة «شخصًا له وجهة نظر إسلامية متطرفة».